# 12 lutego
12 lutego jest 43. dniem w kalendarzu gregoriańskim. Do końca roku pozostało 322 (w latach przestępnych 323) dni.

## Święta
- Imieniny obchodzą: Aleksy, Ammonia, Ammoniusz, Ampelia, Ampeliusz, Antoni, Bartłomiej, Benedykt, Bonfilia, Bonfiliusz, Damian, Datyw, Etelwold, Eulalia, Ewa, Feliks, Gaudenty, Gerard, Grzegorz, Hilarion, Hilariona, Humbelina, Jakub, Jan, Julian, Juwencjusz, Laurenty, Ludan, Ludwik, Maryna, Melecjusz, Mikołaj, Modest, Norma, Paweł, Radosław, Saturnin, Saturnina, Tomasz i Trzebiesława.
- Mjanma – Święto Unii
- Międzynarodowe:
  - Dzień Darwina
  - Międzynarodowy Dzień Walki z Wykorzystaniem Dzieci jako Żołnierzy[1] (ang. International Children’s Day-Soldiers, od 12 lutego 2002 – kampania Red Hand Day)[2]
- Wspomnienia i święta w Kościele katolickim[3][4] obchodzą:
  - św. Benedykt z Aniane (benedyktyn)
  - bł. Humbelina (mniszka)
  - św. Melecjusz (patriarcha Antiochii)
  - św. Saturnin z Abiteny i towarzysze (męczennicy)

## Wydarzenia w Polsce
- 1267 – Założono miejską szkołę parafialną przy kościele św. Marii Magdaleny we Wrocławiu.
- 1386 – Nowo wybrany król Polski Władysław II Jagiełło przybył do Krakowa.
- 1564 – Król Zygmunt II August scedował na Koronę Królestwa Polskiego dziedziczne prawo Jagiellonów do władania Wielkim Księstwem Litewskim.
- 1629 – V wojna polsko-szwedzka: zwycięstwo wojsk szwedzkich w bitwie pod Górznem.
- 1784 – W obecności króla Stanisława Augusta Poniatowskiego nadworny chemik i mineralog królewski Stanisław Okraszewski dokonał w Warszawie udanej próby wypuszczenia w powietrze balonu wypełnionego wodorem.
- 1799 – W kościele Przemienienia Pańskiego w Nowogródku został ochrzczony Adam Mickiewicz.
- 1810 – Została założona obecna Szkoła Podstawowa nr 1 im. Zjazdu gnieźnieńskiego w Gnieźnie (jako Szkoła Świętojańska).
- 1863 – Powstanie styczniowe: zwycięstwo powstańców w bitwie pod Świętym Krzyżem.
- 1904:
  - Oddano do użytku szpital w Tarnobrzegu.
  - We Lwowie założono Polskie Towarzystwo Filozoficzne.
- 1918 – Podał się do dymisji rząd Jana Kucharzewskiego.
- 1930 – W Poznaniu uruchomiono pierwszą w kraju komunikację trolejbusową.
- 1932 – Premiera dramatu obyczajowego Szyb L-23 w reżyserii Leonarda Buczkowskiego.
- 1933 – Oddano do użytku schronisko WKN na Polanie Chochołowskiej.
- 1940 – Na cmentarzu żydowskim w Lublinie Niemcy rozstrzelali 180 Żydów.
- 1945:
  - Armia Czerwona zajęła miasta: Bolesławiec, Czechowice (obecnie Czechowice-Dziedzice), Drawno i Kalisz Pomorski.
  - W nocy z 12 na 13 lutego oddział UPA dokonał zbrodni na co najmniej 50 Polakach w miejscowości Puźniki położonej w dawnym powiecie buczackim w ówczesnym województwie tarnopolskim.
- 1958 – W klinice Akademii Medycznej we Wrocławiu prof. Wiktor Bross wykonał pierwszą w Polsce operację na otwartym sercu.
- 1971 – Premiera 1. odcinka serialu telewizyjnego Doktor Ewa w reżyserii Henryka Kluby.
- 1977 – Wydobyto ostatnią tonę węgla w KWK „Matylda” w Świętochłowicach.
- 1981 – 29-letni Ryszard Sobok (w dniach 11 i 12 lutego) w Walimiu na Dolnym Śląsku zamordował 6 osób, w tym 4 dzieci.
- 1982 – Lecący z Warszawy do Wrocławia samolot pasażerski An-24 należący do PLL LOT został uprowadzony przez kapitana do Berlina Zachodniego.
- 1989 – Powstał Związek Harcerstwa Rzeczypospolitej.
- 1992 – Rozpoczęła emisję radomska telewizja Dami.
- 1994 – Weszła w życie umowa o stowarzyszeniu Polski ze Wspólnotami Europejskimi.
- 1999 – Premiera filmu historycznego Ogniem i mieczem w reżyserii Jerzego Hoffmana.
- 2002 – Na antenie Polsatu wyemitowano pierwszy odcinek telenoweli Samo życie.
- 2007 – Funkcjonariusze CBA zatrzymali kardiochirurga Mirosława Garlickiego.

## Wydarzenia na świecie

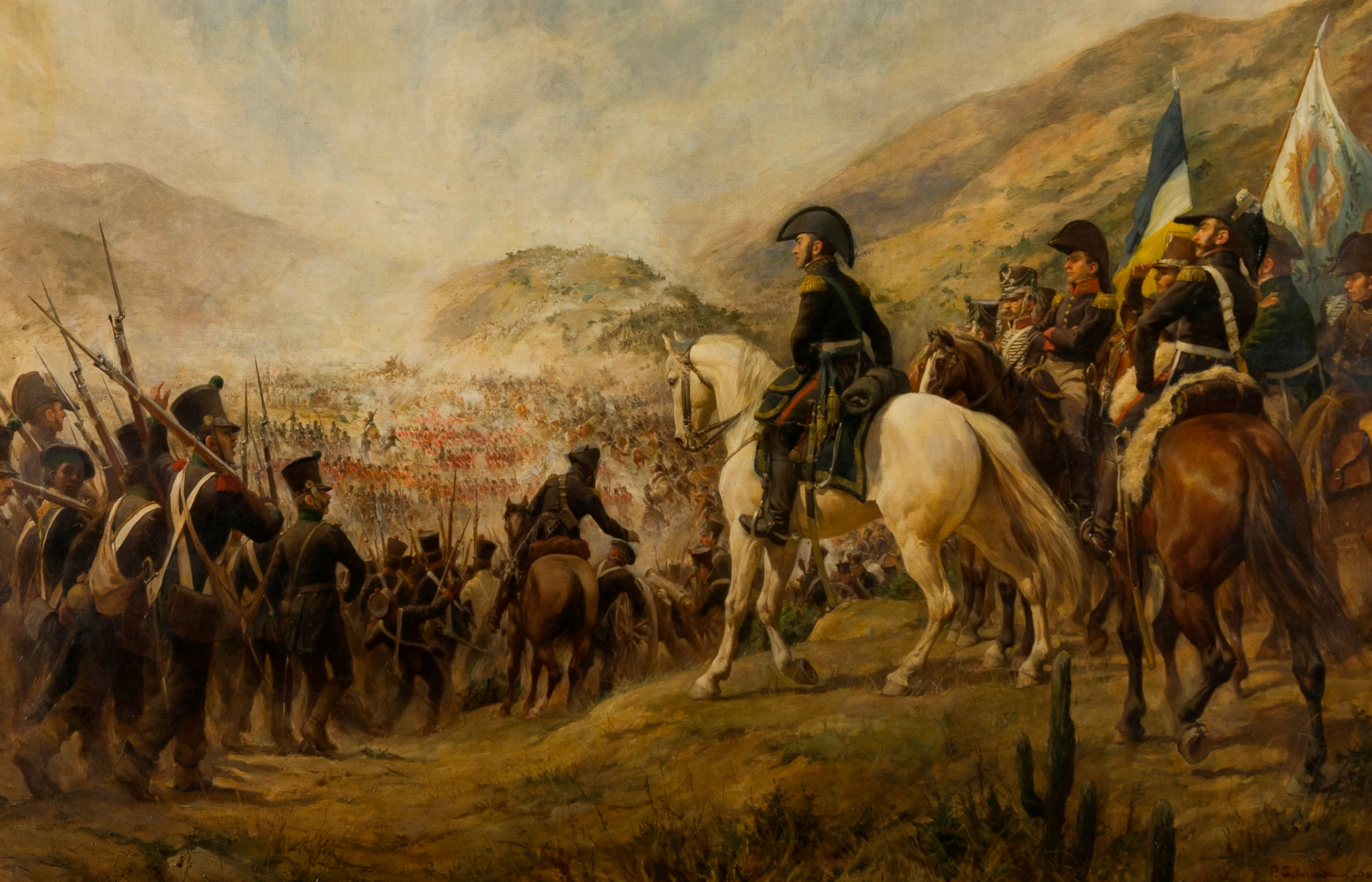
José de San Martín dowodzący w bitwie pod Chacabuco (1817)

- 881 – Papież Jan VIII koronował króla zachodniofrankijskiego Karola III Otyłego na cesarza rzymskiego.
- 1049 – Bruno, hrabia Egisheim-Dagsburg został wybrany na papieża i przybrał imię Leon IX.
- 1111 – W Rzymie wzburzony tłum przerwał uroczystości koronacyjne króla Niemiec Henryka V Salickiego na cesarza rzymskiego po oznajmieniu przez papieża Paschalisa II, że wszystkie lenna królewskie mają zostać królowi zwrócone.
- 1224 – Papież Honoriusz III kanonizował Wilhelma z Eskil.
- 1354 – Podpisano traktat stralsundzki regulujący spory graniczne między książętami Meklemburgii i Pomorza.
- 1429 – Wojna stuletnia: zwycięstwo Anglików nad Francuzami w tzw. bitwie o śledzie pod Orleanem.
- 1441 – Na Uniwersytecie w Cambridge założono Kolegium Królewskie.
- 1446 – Dymitr Szemiaka został po raz drugi wielkim księciem moskiewskim.
- 1449 – Arcyksiążę Austrii i regent Tyrolu Zygmunt Habsburg ożenił się w Innsbrucku z księżniczką Eleonorą Stewart, córką króla Szkocji Jakuba I.
- 1502 – Vasco da Gama rozpoczął swą drugą podróż do Indii.
- 1541 – Konkwistador Pedro de Valdivia założył Santiago w Chile.
- 1554 – W londyńskiej Tower z rozkazu Marii I Tudor stracono Jane Grey, zwaną „dziewięciodniową królową”.
- 1593 – Wojna japońsko-koreańska: zwycięstwo wojsk koreańskich w bitwie o twierdzę Haengju.
- 1619 – Hiszpańska wyprawa pod dowództwem Garcii de Nodala odkryła bezludny archipelag Diego Ramírez na południowym Pacyfiku.
- 1733 – Założono miasto Savannah w Georgii.
- 1736 – Przyszły cesarz rzymsko-niemiecki Franciszek I Lotaryński poślubił w Wiedniu arcyksiężniczkę austriacką Marię Teresę Habsburg.
- 1742 – Elektor Bawarii i król Czech Karol VII Bawarski został wybrany na cesarza rzymskiego.
- 1771 – Gustaw III został królem Szwecji po tym, jak jego ojciec Adolf Fryderyk przejadł się na śmierć.
- 1772 – Bretoński żeglarz Yves Joseph de Kerguelen-Trémarec odkrył Wyspy Kerguelena na południowym Oceanie Indyjskim.
- 1810 – We Francji wprowadzono tzw. Kodeks karny Napoleona.
- 1814 – VI koalicja antyfrancuska: zwycięstwo wojsk francuskich nad prusko-rosyjskimi w bitwie pod Château-Thierry.
- 1817 – Wojna o niepodległość Chile: zwycięstwo powstańców pod wodzą gen. José de San Martína nad Hiszpanami w bitwie pod Chacabuco.
- 1818 – Chile ogłosiło niepodległość (od Hiszpanii).
- 1832 – Ekwador zajął wyspy Galapagos.
- 1839 – Synod połocki ogłosił likwidację unii brzeskiej na ziemiach litewskich i białoruskich.
- 1855 – Założono Michigan State University.
- 1861 – Włoska wojna wyzwoleńcza: w oblężonej Gaecie skapitulował Franciszek II Burbon, ostatni władca Królestwa Obojga Sycylii, które przyłączono do Królestwa Włoch.
- 1883 – Kalākaua został koronowany na króla Hawajów.
- 1884 – Amerykanin Lewis Waterman opatentował wieczne pióro.
- 1890 – W Japonii ustanowiono Order Złotej Kani.
- 1891 – Włoski astronom Elia Millosevich odkrył planetoidę (303) Josephina.
- 1894 – Anarchista Émile Henry dokonał zamachu bombowego na kawiarnię Terminus w Paryżu, w wyniku którego zginęła 1 osoba, a ok. 20 zostało rannych.
- 1899 – Hiszpania sprzedała Niemcom swoje kolonie na Pacyfiku: Karoliny, Mariany Północne i Palau.
- 1902 – Włoski astronom Luigi Carnera odkrył planetoidę (481) Emita.
- 1903:
  - Na Morzu Weddella zatonął statek „Antarctic” z uczestnikami kierowanej przez Otto Nordenskjölda szwedzkiej wyprawy antarktycznej, którzy ewakuowali się bezpiecznie na pobliską wyspę Paulet.
  - Zwodowano francuski okręt podwodny „Lutin”.
- 1905 – W swym pierwszym oficjalnym meczu reprezentacja Szwajcarii w piłce nożnej mężczyzn przegrała w Paryżu z Francją 0:1.
- 1908 – Theo Heemskerk został premierem Holandii.
- 1909 – W USA założono Krajowe Stowarzyszenie Postępu Ludzi Kolorowych (NAACP).
- 1912:
  - Abdykował ostatni cesarz Chin Puyi.
  - W Republice Chińskiej wprowadzono kalendarz gregoriański.
- 1917 – Założono meksykański klub piłkarski Deportivo Toluca.
- 1921 – Rozpoczęła się rewolta gruzińskich bolszewików przeciwko Demokratycznej Republice Gruzji, poprzedzająca sowiecki podbój Gruzji.
- 1922 – Odbyła się koronacja papieska Piusa XI.
- 1924 – Premiera Błękitnej rapsodii George’a Gershwina.
- 1930 – Decyzją władz miejskich Swierdłowska (Jekaterynburga) została zamknięta cerkiew Podwyższenia Krzyża Pańskiego.
- 1931:
  - Konstantin Päts został po raz szósty premierem Estonii.
  - Premiera amerykańskiego horroru Książę Dracula w reżyserii Toda Browninga.
  - Rozpoczęło nadawanie Radio Watykańskie.
- 1933 – Wszedł do służby francuski okręt podwodny „Argo”.
- 1934 – W Austrii wybuchła pięciodniowa wojna domowa toczona między siłami Republikanischer Schutzbund, działających z ramienia Socjaldemokratycznej Partii Austrii i austrofaszystowskim rządem.
- 1935 – Amerykański wojskowy sterowiec helowy USS „Macon” rozbił się i zatonął w czasie sztormu u wybrzeży Kalifornii, w wyniku czego zginęło 2 z 76 członków załogi.
- 1938 – Adolf Hitler podczas spotkania z kanclerzem Kurtem von Schuschniggiem zażądał zgody na Anschluss Austrii.
- 1940:
  - Bitwa o Atlantyk: niemiecki okręt podwodny U-33, podczas operacji stawiania min w szkockiej zatoce Firth of Clyde, został wykryty i zaatakowany bombami głębinowymi przez trałowiec HMS „Gleaner”. Uszkodzony okręt wynurzył się i ostatecznie uległ samozatopieniu. Zginęło 25 spośród 42 członków załogi, w tym kapitan.
  - Zniesiono karę śmierci na Islandii.
- 1941 – II wojna światowa w Afryce: gen. Erwin Rommel przybył do Trypolisu w Libii.
- 1942 – Kampania śródziemnomorska: w czasie niemieckiego nalotu na port w Valletcie na Malcie został trafiony bombą i zatonął brytyjski niszczyciel HMS „Maori”, w wyniku czego zginęło 7 członków załogi.
- 1943:
  - Bitwa o Atlantyk: u południowego wybrzeża Portugalii brytyjski bombowiec Lockheed Hudson zatopił bombami głębinowymi niemiecki okręt podwodny U-442(inne języki) wraz z całą, 48-osobową załogą.
  - Front wschodni: Armia Czerwona wyzwoliła Krasnodar i Szachty.
- 1944:
  - Adolf Hitler usunął ze stanowiska szefa Abwehry admirała Wilhelma Canarisa.
  - Front wschodni: Armia Czerwona wyzwoliła Ługę.
  - U wybrzeży Malediwów japoński okręt podwodny I-27 zatopił płynący w konwoju brytyjski transportowiec wojska „Khedive Ismail”, w wyniku czego zginęło 1297 osób, po czym sam został zatopiony przez niszczyciele HMS „Paladin” i HMS „Petard”.
- 1945:
  - Achille Van Acker został premierem Belgii.
  - Neutralne do tej pory Peru wypowiedziało wojnę Niemcom i Japonii.
- 1946 – Zakończono zatapianie 115 niemieckich okrętów podwodnych w Morzu Północnym (operacja „Deadlight”).
- 1947:
  - Na rosyjskim Dalekim Wschodzie spadł meteoryt żelazny Sikhote-Alin.
  - Podpisaniem porozumienia tworzącego ramy konstytucji przyszłej niepodległej Birmy zakończyła się konferencja w Panglong.
- 1949:
  - W wyniku wykolejenia pociągu ekspresowego relacji Barcelona-Madryt pod Tarragoną zginęło 30 osób, a 40 zostało rannych.
  - Założyciel stowarzyszenia Braci Muzułmańskich Hasan al-Banna został zamordowany w Kairze przez agentów rządowych.
- 1950:
  - Sformowano VI Flotę Stanów Zjednoczonych.
  - Została założona Europejska Unia Nadawców (Eurowizja).
- 1951 – Szach Iranu Mohammad Reza Pahlawi poślubił 19-letnią Sorajję Esfandijari Bachtijari.
- 1953 – Zawarto brytyjsko-egipskie porozumienie przewidujące zakończenie kondominium w Sudanie i przyznanie temu krajowi samorządności w ciągu 3 lat.
- 1955 – Została założona Międzynarodowa Federacja Bandy (FIB).
- 1958 – KC KPCh nakazał rozpoczęcie walki z czterema plagami: komarami, muchami, szczurami i wróblami.
- 1964 – Premiera filmu Siedem dni w maju w reżyserii Johna Frankenheimera.
- 1970 – 70 osób zginęło w izraelskim nalocie na zakłady metalowe koło Abu Zabal w Egipcie.
- 1974 – Radziecki pisarz i obrońca praw człowieka Aleksandr Sołżenicyn został aresztowany i następnego dnia wydalony z kraju.
- 1975 – Gilles Andriamahazo został prezydentem Madagaskaru.
- 1979 – 59 osób zginęło w wyniku zestrzelenia przez rebeliantów samolotu pasażerskiego Vickers Viscount w Rodezji (obecnie Zimbabwe).
- 1985 – Maciej Berbeka i Maciej Pawlikowski dokonali pierwszego polskiego i zimowego wejścia na ośmiotysięcznik Czo Oju w Himalajach.
- 1991 – Została utworzona Krymska ASRR.
- 1992 – W Mongolii uchwalono nową konstytucję wprowadzającą system wielopartyjny.
- 1993:
  - Były dyktator Mali Moussa Traoré został skazany na karę śmierci za zbrodnie popełnione w czasie swoich rządów.
  - Premiera komedii romantycznej Dzień świstaka w reżyserii Harolda Ramisa.
- 1994:
  - W norweskim Lillehammer rozpoczęły się XVII Zimowe Igrzyska Olimpijskie.
  - Z Galerii Narodowej w Oslo skradziono jedną z wersji obrazu Krzyk Edvarda Muncha.
- 1996 – Jasir Arafat został zaprzysiężony na pierwszego prezydenta Autonomii Palestyńskiej.
- 1999 – Senat USA uniewinnił prezydenta Billa Clintona w procesie impeachmentu, wszczętym w związku z seksaferą z Monicą Lewinsky.
- 2002:
  - Przed Międzynarodowym Trybunałem Karnym dla byłej Jugosławii w Hadze rozpoczął się proces Slobodana Miloševicia.
  - W katastrofie irańskiego samolotu Tu-154M w okolicach miasta Chorramabad zginęło 119 osób.
- 2008 – Zakończył się trzymiesięczny strajk amerykańskich scenarzystów.
- 2009:
  - W katastrofie należącego do Continental Airlines samolotu Bombardier Q 400 w amerykańskim Buffalo zginęło wszystkie 49 osób na pokładzie i jedna na ziemi.
  - Zillur Rahman został prezydentem Bangladeszu.
- 2010 – W kanadyjskim Vancouver rozpoczęły się XXI Zimowe Igrzyska Olimpijskie.
- 2013 – Korea Północna przeprowadziła podziemny próbny wybuch jądrowy.
- 2015 – Konflikt na wschodniej Ukrainie: na spotkaniu tzw. normandzkiej czwórki zawarto porozumienie zwane Mińsk II, które przewidywało wycofanie ciężkiego sprzętu z linii frontu, uwolnienie jeńców wojennych i reformę konstytucyjną na Ukrainie.
- 2016 – Papież Franciszek przybył z wizytą na Kubę, gdzie doszło do jego prywatnego spotkania (pierwszego w historii na tym szczeblu) ze zwierzchnikiem Rosyjskiego Kościoła Prawosławnego patriarchą Cyrylem I.
- 2017 – Frank-Walter Steinmeier został wybrany przez Zgromadzenie Federalne na urząd prezydenta Niemiec.
- 2019 – Po wieloletnim sporze z Grecją (która blokowała macedońskie aspiracje do NATO czy Unii Europejskiej) Macedonia zmieniła nazwę na Macedonia Północna.

## Eksploracja kosmosu
- 1961 – W kierunku Wenus została wystrzelona radziecka sonda Wenera 1.
- 1974 – Radziecka sonda Mars 5 osiągnęła orbitę Marsa.
- 2001 – Amerykańska sonda kosmiczna NEAR Shoemaker wylądowała na planetoidzie (433) Eros.

## Urodzili się

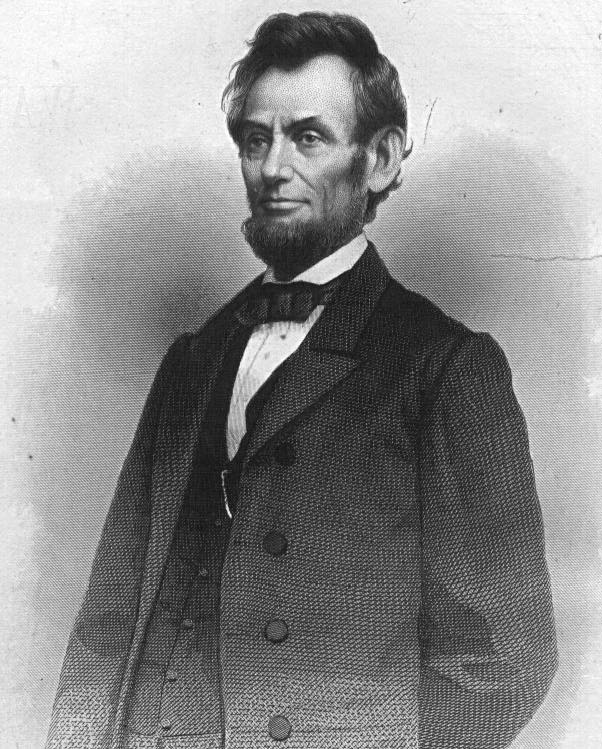
Abraham Lincoln

- 41 – Brytanik, syn cesarza Klaudiusza (zm. 55)
- 1074 – Konrad Salicki, król Włoch i Niemiec (zm. 1101)
- 1218 – Yoritsune Kujō, japoński siogun (zm. 1256)
- 1322 – Jan Henryk Luksemburski, książę Karyntii, margrabia Moraw (zm. 1375)
- 1443 – Giovanni II Bentivoglio, pan Bolonii (zm. 1508)
- 1480 – Fryderyk II, książę legnicki, brzeski, ścinawski i głogowski (zm. 1547)
- 1517 – Luigi Cornaro, włoski kardynał (zm. 1584)
- 1536 – Leonardo Donato, doża Wenecji (zm. 1612)
- 1567 – Thomas Campion, angielski poeta, krytyk, muzyk (zm. 1620)
- 1584 – Caspar Barlaeus, holenderski polihistor, humanista, teolog, poeta, historyk (zm. 1648)
- 1585 – Caspar Bartholin starszy, duński naukowiec (zm. 1629)
- 1603 – Fryderyk Wilhelm II (książę Saksonii-Altenburga), książę Saksonii-Altenburg (zm. 1669)
- 1608 – Daniello Bartoli, włoski jezuita, pisarz, historyk (zm. 1685)
- 1618 – Olof Verelius, szwedzki historyk (zm. 1682)
- 1630:
  - Cornelis Bisschop, holenderski malarz (zm. 1674)
  - Tetsugen Dōkō, japoński mistrz zen (zm. 1682)
- 1636 – Herman Witsius, holenderski teolog protestancki (zm. 1708)
- 1637 – Jan Swammerdam, holenderski przyrodnik, lekarz (zm. 1680)
- 1642 – Karol Maksymilian Henckel von Donnersmarck, pan Tarnowskich Gór, baron i hrabia cesarstwa (zm. 1720)
- 1644 – Jakob Ammann, szwajcarski biskup mennonicki (zm. ?)
- 1653 – Giovanni Francesco Grossi, włoski śpiewak, kastrat (zm. 1697)
- 1663 – Cotton Mather, amerykański teolog protestancki, historyk, pisarz (zm. 1728)
- 1665 – Rudolf Jakob Camerarius, niemiecki lekarz, botanik (zm. 1721)
- 1704:
  - Charles Pinot Duclos, francuski historyk, pisarz (zm. 1772)
  - Peter Uphagen, gdański kupiec, armator, członek Rady Miejskiej (zm. 1775)
- 1711 – Jacopo Marieschi, włoski malarz (zm. 1794)
- 1712 – Louis-Joseph de Montcalm, francuski generał (zm. 1759)
- 1714 – Sebastian Sailer, niemiecki norbertanin, kaznodzieja, pisarz (zm. 1777)
- 1716 – Andrzej Hieronim Zamoyski, polski prawnik, pamiętnikarz, polityk, kanclerz wielki koronny, marszałek Trybunału Głównego Koronnego (zm. 1792)
- 1725:
  - Piotr Gauguin, francuski duchowny katolicki, męczennik, błogosławiony (zm. 1792)
  - Szymon Kazimierz Szydłowski, polski szlachcic, polityk (zm. 1800)
- 1728 – Étienne-Louis Boullée, francuski architekt (zm. 1799)
- 1744 – Jan Piotr Bangue, francuski duchowny katolicki, męczennik, błogosławiony (zm. 1792)
- 1753 – François-Paul de Brueys d’Aigalliers, francuski wiceadmirał (zm. 1798)
- 1756 – James Schureman, amerykański przedsiębiorca, polityk, senator (zm. 1824)
- 1760 – Jan Ladislav Dussek, czeski kompozytor, pianista (zm. 1812)
- 1768 – Franciszek II Habsburg, ostatni cesarz rzymski, król Czech i Węgier, pierwszy cesarz Austrii (jako Franciszek I) (zm. 1835)
- 1774 – Aleksander Rożniecki, polski generał jazdy (zm. 1849)
- 1775 – Louisa Adams, amerykańska pierwsza dama (zm. 1852)
- 1777 – Friedrich de la Motte Fouqué, niemiecki pisarz (zm. 1843)
- 1785 – Pierre Louis Dulong, francuski chemik, fizyk, wykładowca akademicki (zm. 1883)
- 1791:
  - Peter Cooper, amerykański przemysłowiec, wynalazca (zm. 1883)
  - Jan David Zocher, holenderski architekt i projektant krajobrazu (zm. 1870)
- 1792 – Barthélemy Bruguière, francuski duchowny katolicki, misjonarz, biskup, pierwszy wikariusz apostolski Korei (zm. 1835)
- 1800 – John Edward Gray, brytyjski zoolog, muzealnik (zm. 1875)
- 1804:
  - Jan Adam Kruseman, holenderski malarz, grafik (zm. 1862)
  - Heinrich Lenz, rosyjski fizyk doświadczalny, wykładowca akademicki pochodzenia niemieckiego (zm. 1865)
- 1805 – Walenty Baranowski, polski duchowny katolicki, biskup lubelski (zm. 1879)
- 1808 – Felice Matteucci, włoski inżynier, wynalazca (zm. 1887)
- 1809:
  - Charles Darwin, brytyjski przyrodnik, geolog, twórca teorii ewolucji (zm. 1882)
  - Abraham Lincoln, amerykański polityk, prezydent USA (zm. 1865)
  - Grzegorz Józef Romaszkan, polski duchowny katolicki, arcybiskup lwowski obrządku ormiańskiego (zm. 1881)
- 1813 – James Dwight Dana, amerykański geolog, mineralog, zoolog (zm. 1895)
- 1814 – Amatore Sciesa, lombardzki patriota (zm. 1851)
- 1815 – Edward Forbes, brytyjski przyrodnik (zm. 1854)
- 1816 – Józef Stolarczyk, polski duchowny katolicki, pierwszy proboszcz Zakopanego, taternik (zm. 1893)
- 1819 – Frederick Carter, kanadyjski polityk (zm. 1900)
- 1820 – Józef Eulalio Valdés, kubański bonifrater, błogosławiony (zm. 1889)
- 1823 – Richard Belcredi, austriacki polityk (zm. 1902)
- 1828 – George Meredith, brytyjski pisarz (zm. 1909)
- 1832 – Kolos Ferenc Vaszary, węgierski duchowny katolicki, arcybiskup ostrzyhomski i prymas Węgier, kardynał (zm. 1915)
- 1833 – Aleksander Czekanowski, polski geolog, podróżnik (zm. 1876)
- 1834 – Giuseppe Torquato Gargani, włoski poeta (zm. 1862)
- 1837 – Thomas Moran, amerykański malarz, akwaforcista, litograf, ilustrator, fotograf (zm. 1926)
- 1841 – Gijsbert van Tienhoven, holenderski polityk, premier Holandii (zm. 1914)
- 1845 – Wilhelm Heinrich Roscher, niemiecki filolog klasyczny (zm. 1923)
- 1846 – Franz Volkmer, niemiecki historyk, nauczyciel (zm. 1930)
- 1847 – Filip, książę Eulenburg i Hertefeld, niemiecki polityk, dyplomata (zm. 1921)
- 1850:
  - William Morris Davis, amerykański geograf, geolog, meteorolog (zm. 1934)
  - Maríe Julie Jahenny, francuska zakonnica, mistyczka, stygmatyczka (zm. 1941)
- 1851:
  - Eugen von Böhm-Bawerk, austriacki ekonomista, polityk (zm. 1914)
  - Anna Jesipowa, rosyjska pianistka, pedagog (zm. 1914)
- 1852 – Walenty Fiałek, polski drukarz, zecer, wydawca, bibliofil (zm. 1932)
- 1856:
  - Eduard von Böhm-Ermolli, austro-węgierski i niemiecki feldmarszałek, baron (zm. 1941)
  - Henrique Lopes de Mendonça, portugalski oficer marynarki, prozaik, dramaturg, poeta (zm. 1931)
- 1857 – Eugène Atget, francuski fotografik (zm. 1927)
- 1860 – Thomas Parran, amerykański polityk (zm. 1955)
- 1861 – Lou Andreas-Salomé, niemiecka pisarka (zm. 1937)
- 1865 – Kazimierz Przerwa-Tetmajer, polski poeta, prozaik, nowelista (zm. 1940)
- 1866 – Ladislav Nádaši-Jégé, słowacki lekarz, prozaik, nowelista (zm. 1940)
- 1870:
  - Jonas Smilgevičius, litewski ekonomista, polityk (zm. 1942)
  - Hugo Stinnes, niemiecki przemysłowiec, polityk (zm. 1924)
- 1872 – Theodoor Hendrik van de Velde, holenderski ginekolog, seksuolog (zm. 1937)
- 1873 – Barnum Brown, amerykański paleontolog (zm. 1963)
- 1874:
  - Auguste Perret, francuski architekt, przedsiębiorca (zm. 1954)
  - Walenty Puchała, polski duchowny katolicki, polityk, senator RP (zm. 1944)
- 1876:
  - Thubten Gjaco, XIII Dalajlama (zm. 1933)
  - Aleksiej Nikitin, rosyjski prawnik, polityk (zm. 1939)
- 1877 – (lub 15 lutego) Louis Renault, francuski przemysłowiec, pionier motoryzacji (zm. 1944)
- 1878 – Serafin (Szarapow), rosyjski biskup prawosławny (zm. 1959)
- 1879:
  - Bolesław Bałzukiewicz, polski rzeźbiarz, pedagog (zm. 1935)
  - Johannes Brønsted, duński chemik (zm. 1947)
  - Urban Gad, duński reżyser filmowy (zm. 1947)
- 1880:
  - Erwin Hanslik, austriacki geograf, historyk kultury, publicysta, wykładowca akademicki (zm. 1940)
  - Jerzy Preca, maltański duchowny katolicki, święty (zm. 1962)
- 1881 – Anna Pawłowa, rosyjska balerina (zm. 1931)
- 1884:
  - Max Beckmann, niemiecki malarz, grafik (zm. 1950)
  - Marie Vassilieff, francuska malarka pochodzenia rosyjskiego (zm. 1957)
- 1885 – Julius Streicher, niemiecki funkcjonariusz nazistowski, gauleiter Frankonii, redaktor, wydawca (zm. 1946)
- 1887:
  - Alessandro Alvisi, włoski jeździec sportowy (zm. 1951)
  - Edelmiro Farrell, argentyński generał, polityk, prezydent Argentyny (zm. 1980)
  - Piotr Wilniewczyc, polski inżynier, konstruktor broni strzeleckiej (zm. 1960)
- 1888:
  - Clara Campoamor, hiszpańska prawnik, pisarka, sufrażystka, polityk (zm. 1972)
  - Lew Łyszczinski-Trojekurow, rosyjski urzędnik państwowy, prozaik, poeta, publicysta, emigracyjny działacz prawosławny (zm. 1945)
- 1889 – Andronik (Łukasz), rosyjski duchowny i święty prawosławny (zm. 1974)
- 1890 – Józef Hansz, polski chorąży, powstaniec wielkopolski (zm. 1970)
- 1891 – Eugene Donald Millikin, amerykański polityk, senator (zm. 1958)
- 1892:
  - Velibor Jonić, serbski polityk, kolaborant (zm. 1946)
  - Theodor Plievier, niemiecki anarchista, pisarz (zm. 1955)
  - Aniela Szlemińska, polska śpiewaczka operowa (sopran), pedagog (zm. 1964)
- 1893:
  - Omar Bradley, amerykański generał (zm. 1981)
  - Marcel Minnaert, belgijski astronom (zm. 1970)
- 1894:
  - Kazimierz Łukasiewicz, polski oficer (zm. 1939)
  - Władysław Sieprawski, polski konstruktor, inżynier, kompozytor, esperantysta (zm. 1974)
- 1895:
  - Kristian Djurhuus, farerski polityk, premier Wysp Owczych (zm. 1984)
  - German Garrigues Hernández, hiszpański kapucyn, męczennik, błogosławiony (zm. 1936)
  - Stanisław Jaworski, polski aktor (zm. 1970)
- 1897:
  - Břetislav Bakala, czeski dyrygent, pianista, kompozytor (zm. 1958)
  - Louis Buchalter, amerykański gangster pochodzenia żydowskiego (zm. 1944)
  - Józef Konrad Gorski, polski major dyplomowany artylerii (zm. 1940)
- 1898:
  - Tadeusz Lelo, polski oficer, działacz niepodległościowy (zm. ?)
  - Paul Santelli, francuski pilot wojskowy, as myśliwski (zm. 1928)
  - Boško Simonović, chorwacki trener piłkarski (zm. 1965)
- 1899 – Max Clara, austriacki anatom (zm. 1966)
- 1900:
  - Alfred Brunon Bem, polski działacz komunistyczny i związkowy pochodzenia niemieckiego (zm. 1937)
  - Robert Boothby, brytyjski arystokrata, polityk (zm. 1986)
  - Adele S. Buffington, amerykańska scenarzystka filmowa pochodzenia niemieckiego (zm. 1973)
  - Wasilij Czujkow, radziecki dowódca wojskowy, marszałek ZSRR, polityk (zm. 1982)
  - Roger Heim, francuski mykolog, wykładowca akademicki, muzealnik (zm. 1979)
  - Paweł Karuza, białoruski nauczyciel, polityk, poseł na Sejm RP (zm. 1988)
- 1901:
  - Aghasi Chandżian, ormiański polityk komunistyczny (zm. 1936)
  - Wasilij Jemieljanow, radziecki naukowiec, polityk (zm. 1988)
- 1902:
  - Helena Cehak-Hołubowiczowa, polska archeolog (zm. 1979)
  - William Collier, amerykański aktor (zm. 1987)
  - Anny Konetzni, austriacka śpiewaczka operowa (sopran) (zm. 1968)
  - Swetosław Minkow, bułgarski dziennikarz, felietonista, pisarz (zm. 1966)
- 1903:
  - Wilfred Arnold, brytyjski dyrektor artystyczny, scenograf (zm. 1970)
  - Fryderyk Bluemke, polski inżynier, konstruktor silników spalinowych (zm. 1962)
- 1904:
  - Grigorij Butenko, ukraiński polityk komunistyczny (zm. 1977)
  - Ted Mack, amerykański prezenter radiowy i telewizyjny (zm. 1976)
  - Georges Paillard, francuski kolarz torowy i szosowy (zm. 1998)
- 1905:
  - Walter Frank, niemiecki historyk, działacz nazistowski (zm. 1945)
  - Zofia Lindorfówna, polska aktorka (zm. 1975)
  - Jan Luxenburg, polski piłkarz (zm. 1974)
  - Marceli Marchlewski, polski botanik, leśniczy (zm. 1988)
  - Federica Montseny, hiszpańska anarchistka, feministka, polityk (zm. 1994)
  - Lyle Wheeler, amerykański scenograf filmowy (zm. 1990)
- 1906 – Wasilij Prochorow, radziecki polityk (zm. 1989)
- 1907:
  - Józef Chlipała, polski kapitan piechoty (zm. 1944)
  - Józef Gajek, polski etnograf, etnolog (zm. 1987)
  - Albert Mauer, polski piłkarz, hokeista (zm. 1999)
  - Frederick McEvoy, brytyjski kierowca wyścigowy, bobsleista (zm. 1951)
  - Wołodymyr Sterniuk, ukraiński biskup greckokatolicki (zm. 1997)
- 1908:
  - Olga Benario-Prestes, niemiecka i brazylijska rewolucjonistka, działaczka Kominternu (zm. 1942)
  - Anton Gubienko, radziecki pułkownik pilot (zm. 1939)
  - Jacques Herbrand, francuski matematyk (zm. 1931)
  - Ago Neo, estoński zapaśnik (zm. 1982)
- 1909:
  - Igancy Krakus, polski wojskowy, działacz komunistyczny pochodzenia żydowskiego (zm. ?)
  - Sigurd Røen, norweski biegacz narciarski, kombinator norweski (zm. 1992)
- 1910:
  - Abd Allah ibn Chalifa, sułtan Zanzibaru (zm. 1963)
  - Jindřich Chalupecký, czeski krytyk literacki, historyk, teoretyk i krytyk sztuki, eseista, tłumacz (zm. 1990)
  - Gunnar Höckert, fiński lekkoatleta, długodystansowiec (zm. 1940)
  - Zenon Maksymowicz, polski artysta fotograf (zm. 1993)
  - Valter Sköld, szwedzki piłkarz (zm. 1975)
- 1911:
  - Elizabeth B. Andrews, amerykańska polityk (zm. 2002)
  - Julian Czerwiakowski, polski podporucznik, oficer NSZ, działacz NIE i WiN (zm. 1953)
  - Antonio Guzmán Fernández, dominikański przedsiębiorca, polityk, prezydent Dominikany (zm. 1982)
  - Hans Habe, austriacki pisarz, dziennikarz, wojskowy (zm. 1977)
  - Charles Mathiesen, norweski łyżwiarz szybki (zm. 1994)
  - Cearbhall Ó Dálaigh, irlandzki polityk, prezydent Irlandii (zm. 1978)
  - Jan Palak, polski sierżant pilot (zm. 1987)
  - Hermine Schröder, niemiecka lekkoatletka, kulomiotka (zm. 1978)
  - Wanda Szajowska, polska pianistka, superstulatka, najstarsza Polka (zm. 2022)
- 1912:
  - Ernest Clark, brytyjski aktor (zm. 1994)
  - Arystarch Kaszkurewicz, polsko-brazylijski malarz, witrażysta (zm. 1989)
  - Niginho, brazylijski piłkarz, trener (zm. 1975)
- 1913:
  - Jerzy Michalewicz, polski aktor (zm. 1961)
  - Anni Steuer, niemiecka lekkoatletka, płotkarka (zm. po 1995)
- 1914:
  - Tex Beneke, amerykański piosenkarz, saksofonista (zm. 2000)
  - Nello Celio, szwajcarski polityk, prezydent Szwajcarii (zm. 1995)
  - Łazar Koliszewski, jugosłowiański i macedoński polityk, premier i prezydent Macedonii, przewodniczący Prezydium SFRJ (zm. 2000)
  - Edmund Twórz, polski piłkarz (zm. 1987)
- 1915 – Lorne Greene, kanadyjski aktor (zm. 1987)
- 1916:
  - Damián Iguacén Borau, hiszpański duchowny katolicki, biskup Barbastro-Monzón, Teruel i Albarracín i San Cristóbal de La Laguna (zm. 2020)
  - Kazimiera Szyszko-Bohusz, polska aktorka (zm. 1999)
  - Wiktor IV Albrecht von Ratibor, niemiecki arystokrata, wojskowy (zm. 1939)
- 1917:
  - Al Cervi, amerykański koszykarz, trener pochodzenia włoskiego (zm. 2009)
  - (lub 1914) Stanisława Zawiszanka, polska aktorka (zm. 2003)
- 1918:
  - Marta Mirska, polska piosenkarka (zm. 1991)
  - Julian Schwinger, amerykański fizyk pochodzenia żydowskiego, laureat Nagrody Nobla (zm. 1994)
  - Mieczysław Stryjewski, polski poeta (zm. 1984)
- 1919:
  - Heinz Arnold, niemiecki pilot wojskowy, as myśliwski (zm. 1945)
  - Forrest Tucker, amerykański aktor (zm. 1986)
  - Ferruccio Valcareggi, włoski piłkarz, trener (zm. 2005)
- 1920:
  - Josef Bublík, czeski starszy kapral, cichociemny (zm. 1942)
  - Danuta Gellnerowa, polska poetka, autorka książek dla dzieci (zm. 2003)
- 1921:
  - Kathleen Antonelli, amerykańska programistka, matematyk pochodzenia irlandzkiego (zm. 2006)
  - Albert Axelrod, amerykański florecista (zm. 2004)
  - Aleksiej Sołomatin, radziecki pilot wojskowy, as myśliwski (zm. 1943)
- 1922:
  - Zbigniew Józef Kraszewski, polski duchowny katolicki, biskup pomocniczy warszawski i warszawsko-praski (zm. 2004)
  - Samuel Youd, brytyjski pisarz (zm. 2012)
- 1923:
  - Chaskel Besser, polsko-amerykański rabin (zm. 2010)
  - Krystyna Bierut-Maminajszwili, polska inżynier architekt (zm. 2003)
  - Franco Zeffirelli, włoski reżyser, kostiumograf i scenarzysta filmowy (zm. 2019)
- 1924:
  - Jerzy Albrycht, polski matematyk (zm. 2021)
  - Adam Witold Odrowąż-Wysocki, polski dziennikarz, polityk, wykładowca akademicki, wolnomularz (zm. 2018)
  - Wacław Sitkowski, polski kardiochirurg (zm. 2010)
  - Louis Zorich, amerykański aktor (zm. 2018)
- 1925:
  - Józef Bakalarski, polski operator filmowy (zm. 2012)
  - Lew Naumow, rosyjski pianista, kompozytor, pedagog (zm. 2005)
- 1926:
  - Irene Camber-Corno, włoska florecistka (zm. 2024)
  - Symeon (Jakovljevič), czeski duchowny prawosławny, arcybiskup ołomuniecko-brneński (zm. 2024)
  - Witold Skulicz, polski malarz, grafik, pedagog (zm. 2009)
  - Charles Van Doren, amerykański pisarz, wydawca (zm. 2019)
- 1927:
  - Ann Gillis, amerykańska aktorka (zm. 2018)
  - Ryszard Natusiewicz, polski architekt (zm. 2008)
  - Maire Österdahl, fińska lekkoatletka, skoczkini w dal (zm. 2013)
- 1928 – Wiesław Moszczyński, polski chemik, wykładowca akademicki (zm. 2011)
- 1929 – Aleksiej Kostrykin, rosyjski matematyk, wykładowca akademicki (zm. 2000)
- 1930:
  - Janusz Łęski, polski reżyser i scenarzysta filmowy (zm. 2022)
  - Gerhard Rühm, austriacki pisarz, kompozytor, rysownik
  - Arlen Specter, amerykański polityk, senator (zm. 2012)
  - Józef Wilkoń, polski ilustrator, malarz, historyk sztuki
- 1931:
  - Agustín García-Gasco Vicente, hiszpański duchowny katolicki, arcybiskup Walencji, kardynał (zm. 2011)
  - Jerzy Jaruzelski, polski dziennikarz, historyk (zm. 2019)
  - Connie Morella, amerykańska polityk
  - Adam Szymusik, polski psychiatra (zm. 2000)
- 1932:
  - Iwan Abadżiew, bułgarski sztangista, trener (zm. 2017)
  - Astrid, księżniczka norweska
  - Ireneusz Cieślak, polski pilot balonowy i szybowcowy (zm. 2017)
  - Napoleón Ortigoza, paragwajski kapitan kawalerii, więzień polityczny (zm. 2006)
  - Eulalia Szwajkowska, polska lekkoatletka, sprinterka (zm. 2009)
- 1933:
  - Iwan Anikiejew, radziecki pilot wojskowy, kosmonauta (zm. 1992)
  - Bruno O’Ya, estoński aktor, pisarz, piosenkarz (zm. 2002)
- 1934:
  - Annette Crosbie, szkocka aktorka
  - Enrique Metinides, meksykański fotoreporter (zm. 2022)
  - Jozef Psotka, słowacki taternik, alpinista, pedagog, ratownik tatrzański (zm. 1984)
  - Bill Russell, amerykański koszykarz, trener (zm. 2022)
  - Cezary Wolf, polski inżynier, polityk, poseł na Sejm PRL (zm. 2007)
- 1935:
  - Marina Doria, szwajcarska narciarka wodna pochodzenia włoskiego
  - Pone Kingpetch, tajski bokser (zm. 1982)
  - Hrant Matewosjan, ormiański pisarz, scenarzysta filmowy (zm. 2002)
  - Bolesław Mroczyński, polski lekkoatleta, skoczek wzwyż (zm. 2025)
  - Jerzy Ostrowski, polski pilot samolotowy, modelarz, konstruktor lotniczy amator (zm. 1985)
  - Efstratios Papaefstratiu, grecki prawnik, polityk, eurodeputowany (zm. 2006)
  - Jarosław Paszkiewicz, polski pięcioboista nowoczesny (zm. 1980)
  - Gotlib Roninson, rosyjski aktor (zm. 1991)
- 1936:
  - Joe Don Baker, amerykański aktor (zm. 2025)
  - Binjamin Ben Eli’ezer, izraelski generał, polityk (zm. 2016)
  - Fang Lizhi, chiński astrofizyk, dysydent (zm. 2012)
  - Paul Shenar, amerykański aktor (zm. 1989)
  - Richard Wielebinski, australijski astrofizyk
- 1937:
  - Roland Boyes, brytyjski polityk (zm. 2006)
  - Charles Dumas, amerykański lekkoatleta, skoczek wzwyż (zm. 2004)
  - Vittorio Emanuele di Savoia, włoski arystokrata (zm. 2024)
  - Konrad Kornek, polski piłkarz (zm. 2021)
- 1938:
  - Judy Blume, amerykańska autorka literatury dziecięcej i młodzieżowej
  - Tor Obrestad, norweski prozaik, poeta, tłumacz, biograf (zm. 2020)
- 1939:
  - Mohammad Awad, jordański piłkarz, trener (zm. 2012)
  - Ja’el Dajan, izraelska pisarka, działaczka społeczna, polityk (zm. 2024)
  - Ray Manzarek, amerykański muzyk, kompozytor, producent muzyczny, reżyser, pisarz, członek zespołu The Doors pochodzenia polskiego (zm. 2013)
  - Edwin Ozolin, rosyjski lekkoatleta, sprinter
- 1940:
  - Rufin Anthony, pakistański duchowny katolicki, biskup Islamabadu-Rawalpindi (zm. 2016)
  - Mate Boban, chorwacki nacjonalista, samozwańczy prezydent Chorwackiej Republiki Herceg-Bośni (zm. 1997)
  - Hank Brown, amerykański polityk, senator
  - Richard Lynch, amerykański aktor (zm. 2012)
- 1941:
  - Christoph Höhne, niemiecki lekkoatleta, chodziarz
  - Leena Luhtanen, fińska polityk
  - Naomi Uemura, japoński badacz, podróżnik (zm. 1984)
  - Binjamin Wilkomirski, szwajcarski klarnecista, pisarz
- 1942:
  - Ehud Barak, izraelski wojskowy, polityk, premier Izraela
  - Terry Bisson, amerykański pisarz science fiction i fantasy (zm. 2024)
  - Robert Patrick Ellison, irlandzki duchowny katolicki, biskup Bandżulu w Gambii (zm. 2024)
- 1943:
  - Wacław Kisielewski, polski pianista, członek duetu Marek i Wacek (zm. 1986)
  - Giovanni Battista Pichierri, włoski duchowny katolicki, arcybiskup Trani-Barletta-Bisceglie (zm. 2017)
  - Manfred Schäfer, australijski piłkarz (zm. 2023)
- 1944:
  - Pedro Barreto, peruwiański duchowny katolicki, jezuita, arcybiskup Huancayo, kardynał
  - Ludmiła Gniłowa, rosyjska aktorka
  - Claudia Mori, włoska aktorka
  - Charlie Pasarell, amerykański tenisista, komentator sportowy pochodzenia portorykańskiego
- 1945:
  - Maud Adams, szwedzka aktorka, modelka
  - Boris Bystrow, rosyjski aktor (zm. 2024)
  - Cliff De Young, amerykański aktor, piosenkarz
  - Luc Dupanloup, belgijski autor komiksów (zm. 2000)
  - David Friedman, amerykański ekonomista, fizyk, myśliciel libertariański pochodzenia żydowskiego
- 1946:
  - Piotr Dzieduszycki, polski socjolog, dziennikarz, działacz społeczny (zm. 2014)
  - Rutger Gunnarsson, szwedzki basista, gitarzysta, aranżer, producent muzyczny (zm. 2015)
  - Harald Irmscher, niemiecki piłkarz, trener
  - Jean-Eyeghe Ndong, gaboński polityk, premier Gabonu
  - Ajda Pekkan, turecka piosenkarka
- 1947:
  - Stanisław Bykowski, polski piłkarz (zm. 2018)
  - Ferenc Cserháti, węgierski duchowny katolicki, biskup pomocniczy ostrzyhomsko-budapeszteński (zm. 2023)
  - Edward Zielski, polski duchowny katolicki, biskup biskup Campo Maior w Brazylii
- 1948:
  - Krzysztof Dybciak, polski krytyk i historyk literatury
  - Bernd Franke, niemiecki piłkarz, bramkarz
  - Raymond Kurzweil, amerykański informatyk, futurolog, pisarz pochodzenia austriacko-żydowskiego
- 1949:
  - Aszraf Ghani, afgański polityk, prezydent Afganistanu
  - Józef Józefczyk, polski aktor (zm. 1993)
  - Ligia Krajewska, polska działaczka samorządowa, posłanka na Sejm RP
  - Zbigniew Okoński, polski ekonomista, menedżer, polityk, minister obrony narodowej
- 1950:
  - Abd ar-Ra’uf al-Ajjadi, tunezyjski działacz społeczny, polityk
  - Angelo Branduardi, włoski piosenkarz, skrzypek, multiinstrumentalista, kompozytor, autor tekstów
  - Steve Hackett, brytyjski gitarzysta, członek zespołu Genesis
  - Michael Ironside, kanadyjski aktor
  - Jorge Koechlin, peruwiański kierowca wyścigowy
  - Bernie Paul, niemiecki piosenkarz, producent muzyczny
  - Patrick Quinn, amerykański aktor (zm. 2006)
  - Paweł Wawrzecki, polski aktor
  - Mieczysław Wąsik, polski lekkoatleta, sprinter
- 1951:
  - Rosy Bindi, włoska działaczka katolicka, polityk
  - Józef Łopatka, polski kolejarz, działacz opozycji antykomunistycznej (zm. 2025)
  - Lucyna Owsińska, polska piosenkarka
  - Qazim Sejdini, albański nauczyciel, działacz sportowy, polityk, samorządowiec, burmistrz Elbasanu
  - Zdzisław Smektała, polski pisarz, dziennikarz, aktor (zm. 2018)
- 1952:
  - Gilberto Gómez González, hiszpański duchowny katolicki, biskup Abancay w Peru
  - Henryk Janasek, polski polityk, poseł na Sejm RP
  - Tadeusz Kopacz, polski samorządowiec, polityk, senator RP (zm. 2012)
  - Simon MacCorkindale, brytyjski aktor (zm. 2010)
  - Salvador Pineda, meksykański aktor
  - Henry Rono, kenijski lekkoatleta, długodystansowiec (zm. 2024)
  - Luís Sá, portugalski polityk (zm. 1999)
  - Andrzej Skupiński, polski aktor (zm. 2018)
- 1953:
  - Joanna Kerns, amerykańska aktorka, reżyserka filmowa
  - Jan Kidawa-Błoński, polski reżyser, scenarzysta i producent filmowy
  - Andrzej Kozłowski, polski rzeźbiarz ludowy
  - Zbigniew Plesner, polski dziennikarz radiowy (zm. 2021)
  - Helmut Wechselberger, austriacki kolarz szosowy
  - Włodzimierz Wójcik, polski prawnik, polityk (zm. 2015)
- 1954:
  - Abdelaziz Djerad, algierski polityk, premier Algierii
  - Wiesław Kiełbowicz, polski polityk, poseł na Sejm RP
  - Gerard Tlali Lerotholi, sotyjski duchowny katolicki, arcybiskup Maseru
  - Tzimis Panousis, grecki muzyk, wokalista, artysta kabaretowy (zm. 2018)
  - Wiesław Podkański, polski dziennikarz, menedżer, współzałożyciel i wieloletni prezes wydawnictwa Ringier Axel Springer Polska (zm. 2025)
  - Madżalli Wahbi, izraelski polityk pochodzenia druzyjskiego
- 1955:
  - Renato Balduzzi, włoski prawnik, wykładowca akademicki, polityk
  - Paata Burczuladze, gruziński śpiewak operowy (bas), polityk
  - Grzegorz Jaroszewski, polski kolarz przełajowy (zm. 2022)
  - Bill Laswell, amerykański muzyk awangardowy, basista, kompozytor
  - Daniele Masala, włoski pięcioboista nowoczesny
  - Dragan Mikerević, bośniacki polityk, premier Bośni i Hercegowiny
  - Kazimierz Wójcik, polski żużlowiec
- 1956:
  - Baek Myeong-seon, południowokoreańska siatkarka
  - Krystyna Bogdańska, polska koszykarka
  - Zdzisław Denysiuk, polski związkowiec, samorządowiec, polityk, poseł na Sejm RP
  - Joe Dever, brytyjski projektant gier komputerowych, pisarz fantasy (zm. 2016)
  - Arsenio Hall, amerykański aktor, komik
  - Jarosław Kopaczewski, polski aktor, kompozytor
  - Brian Robertson, szkocki gitarzysta, kompozytor, członek zespołów: Thin Lizzy, Motörhead i Wild Horses
  - Velimir Zajec, chorwacki piłkarz, trener
- 1957:
  - José Alonso, hiszpański lekkoatleta, płotkarz
  - Małgorzata Domagalik, polska dziennikarka, publicystka, pisarka
  - Wolff Heintschel von Heinegg, niemiecki prawnik
  - Joseph Siravo, amerykański aktor (zm. 2021)
  - Martin Ziguélé, środkowoafrykański polityk, premier Republiki Środkowoafrykańskiej
- 1958:
  - Nazzareno Marconi, włoski duchowny katolicki, biskup Maceraty
  - Krzysztof Pawlak, polski piłkarz, trener
- 1959:
  - Tyrone Booze, amerykański bokser
  - Imre Bujdosó, węgierski szablista
  - Glenn Flear, brytyjski szachista
  - Omar Hakim, amerykański perkusista
  - Surət Hüseynov, azerski wojskowy, polityk, premier Azerbejdżanu (zm. 2023)
  - Abdelmajid Lamriss, marokański piłkarz
  - Larry Nance, amerykański koszykarz
  - Józef Tomala, polski strażak, rolnik, polityk, poseł na Sejm RP
  - Andrew Weaver, amerykański kolarz szosowy
  - Jerzy Wijas, polski piłkarz
- 1960:
  - Mustafa El Biyaz, marokański piłkarz
  - André Elissen, holenderski samorządowiec, polityk
  - Tibor Kincses, węgierski judoka (zm. 2025)
  - Marinus Kuijf, holenderski szachista
  - Stefan Machel, polski gitarzysta, basista, kompozytor, producent muzyczny, członek zespołu TSA
- 1961:
  - Willem Christiaans, namibijski duchowny katolicki, biskup Keetmanshoop
  - David Graeber, amerykański antropolog kulturowy, anarchista (zm. 2020)
  - Michel Martelly, haitański piosenkarz, muzyk, polityk, prezydent Haiti
  - Salvador Mejía, meksykański producent filmowy
  - Lucas Sang, kenijski lekkoatleta, sprinter (zm. 2008)
- 1962:
  - Ewa Danowska, polska historyk
  - Nana Ioseliani, gruzińska szachistka
  - Jerzy Kozłowski, polski przedsiębiorca, polityk, poseł na Sejm RP
  - Dariusz Krupicz, polski perkusista, członek zespołu De Mono
  - Borisław Michajłow, bułgarski piłkarz, działacz sportowy
  - Katherine Roberts, brytyjska pisarka
- 1963:
  - Anna Piwkowska, polska poetka, eseistka
  - Igor Stielnow, rosyjski hokeista, trener (zm. 2009)
- 1964:
  - January Brunov, polski aktor
  - Anna Seaton, amerykańska wioślarka
  - Ben Sherwood, amerykański przedsiębiorca
  - Aleksandra Żurawska, polska fizyk, wykładowczyni akademicka
- 1965:
  - Mark Condie, szkocki szachista
  - Brett Kavanaugh, amerykański prawnik, sędzia Sądu Najwyższego
- 1966:
  - Paul Crook, amerykański gitarzysta
  - Karen Holliday, nowozelandzka kolarka szosowa i torowa
  - Lochlyn Munro, kanadyjski aktor
  - Leszek Pękalski, polski seryjny morderca
  - Dorota Segda, polska aktorka, pedagog
- 1967:
  - Alberto Otárola, peruwiański polityk
  - Magdalena Ujma, polska krytyk i kurator sztuki, eseistka, feministka
  - Anita Wachter, austriacka narciarka alpejska
- 1968:
  - Josh Brolin, amerykański aktor
  - Christopher McCandless, amerykański wędrowiec, pamiętnikarz (zm. 1992)
  - Nathan Rees, australijski polityk
  - Ioan Sabău, rumuński piłkarz, trener
  - Carrie Steinseifer amerykańska pływaczka
- 1969:
  - Darren Aronofsky, amerykański reżyser, scenarzysta i producent filmowy pochodzenia żydowskiego
  - Alemayehu Atomsa, etiopski polityk (zm. 2014)
  - Steve Backley, brytyjski lekkoatleta, oszczepnik
  - Hong Myung-bo, południowokoreański piłkarz
  - Petra Kronberger, austriacka narciarka alpejska
  - Meja, szwedzka piosenkarka
  - Byron Stroud, amerykański basista, kompozytor, członek zespołów: Fear Factory, Strapping Young Lad, Ani Kyd, Tenet i Zimmer’s Hole
- 1970:
  - Mihaela Dascălu, rumuńska łyżwiarka szybka
  - Andrzej Godlewski, polski dziennikarz, publicysta (zm. 2019)
  - Dariusz Koseła, polski piłkarz
  - Czesław Michniewicz, polski piłkarz, bramkarz, trener
  - Bryan Roy, holenderski piłkarz
- 1971:
  - Gil Cisneros, amerykański polityk, kongresman
  - Michelle Collins, amerykańska lekkoatletka, sprinterka
  - Marek Magierowski, polski iberysta, dziennikarz, polityk, dyplomata
  - Scott Menville, amerykański aktor, muzyk, wokalista, członek zespołu Boy Hits Car
  - Benjamin Sadler, niemiecki aktor
  - Isabelle Schmutz, szwajcarska judoczka
- 1972:
  - Wojciech Modest Amaro, polski kucharz, restaurator
  - Owen Nolan, kanadyjski hokeista pochodzenia północnoirlandzkiego
  - Sophie Zelmani, szwedzka piosenkarka, kompozytorka
- 1973:
  - Thomas Dufour, francuski curler
  - Danny Kingston, brytyjski judoka
  - Gianni Romme, holenderski łyżwiarz szybki
  - Tara Strong, kanadyjska aktorka dubbingowa, piosenkarka
- 1974:
  - Martin Annen, szwajcarski bobsleista
  - Naseem Hamed, brytyjski bokser pochodzenia jemeńskiego
  - Dmitrij Łośkow, rosyjski piłkarz
  - Mary Wagner, kanadyjska filolog, anglistka, romanistka, działaczka antyaborcyjna
- 1975:
  - Hossam Abdelmoneim, egipski piłkarz
  - Cliff Bleszinski, amerykański projektant gier komputerowych pochodzenia polskiego
  - Scot Pollard, amerykański koszykarz
  - Regla Torres Herrera, kubańska siatkarka
  - Katarzyna Żakowicz, polska lekkoatletka, miotaczka
- 1976:
  - Waldemar Banaszak, polski judoka
  - Mariusz Masternak, polski piłkarz
  - Miroslava Mészárošová, słowacka lekkoatletka, tyczkarka
  - Eszter Szemerédi, węgierska lekkoatletka, tyczkarka
  - Moisés Villarroel, chilijski piłkarz
- 1977:
  - Wielichan Ałachwierdijew, rosyjski zapaśnik
  - Jimmy Conrad, amerykański piłkarz
  - Omar Daf, senegalski piłkarz
  - Paul Di Bella, australijski lekkoatleta, sprinter
  - Liv Sansoz, francuska wspinaczka sportowa
- 1978:
  - Marta Cugier polska wokalistka, członkini zespołu Lombard
  - Jerry Louis, maurytyjski piłkarz
  - Sebastian Łabuz, polski hokeista
  - Ania Szarmach, polska piosenkarka
  - Susanne Wigene, norweska lekkoatletka, biegaczka długodystansowa
- 1979:
  - Anna Branny, polska aktorka
  - Marcin Chmiest, polski piłkarz
  - Monika Erlach, austriacka lekkoatletka, tyczkarka
  - Gérard Gnanhouan, iworyjski piłkarz, bramkarz
  - Jesse Spencer, australijski aktor
- 1980:
  - Yordanis Despaigne, kubański bokser
  - Juan Carlos Ferrero, hiszpański tenisista
  - Tine Rustad Kristiansen, norweska piłkarka ręczna
  - Miguel Montes, salwadorski piłkarz, bramkarz
  - Grzegorz Pilarz, polski siatkarz
  - Christina Ricci, amerykańska aktorka
- 1981:
  - José Luis Capdevila, hiszpański piłkarz
  - Miah Davis, amerykański koszykarz
  - Raúl Entrerríos, hiszpański piłkarz ręczny
  - Karolina Hamer, polska pływaczka
  - Oleg Saprykin, rosyjski hokeista
  - Krzysztof Strzałkowski, polski samorządowiec, wicemarszałek województwa mazowieckiego
- 1982:
  - Julius Aghahowa, nigeryjski piłkarz
  - Engin Eroglu, niemiecki samorządowiec, polityk pochodzenia tureckiego
  - Markus Feulner, niemiecki piłkarz
  - Harez Habib, afgański piłkarz
  - Jill de Jong, holenderska modelka
  - Bojan Jorgačević, serbski piłkarz, bramkarz
  - Nienke Kingma, holenderska wioślarka
  - Dániel Kiss, węgierski lekkoatleta, płotkarz
- 1983:
  - Wiaczasłau Hleb, białoruski piłkarz
  - Krešimir Lončar, chorwacki siatkarz
  - Ana Rucner, chorwacka wiolonczelistka
  - Morten Skjønsberg, norweski piłkarz
  - Itamar Stein, izraelski siatkarz
  - Iwan Usienka, białoruski hokeista
  - Iko Uwais, indonezyjski aktor, kaskader, choreograf sztuk walki
  - Romain Vadeleux, francuski siatkarz
  - Mateus Verdelho, brazylijski raper
- 1984:
  - Alo Bärengrub, estoński piłkarz
  - Alexandra Dahlström, szwedzka aktorka
  - Caterine Ibargüen, kolumbijska lekkoatletka, skoczkini w dal i wzwyż
  - Aylar Lie, norweska aktorka, modelka
  - Jacob Mulenga, zambijski piłkarz
  - Andrei Sidorenkov, estoński piłkarz
  - Peter Utaka, nigeryjski piłkarz
  - Peter Vanderkaay, amerykański pływak
- 1985:
  - Shamsuddin Amiri, afgański piłkarz, bramkarz
  - Saskia Burmeister, australijska aktorka
  - Hoàng Anh Tuấn, wietnamski sztangista
  - Josephat Ndambiri, kenijski lekkoatleta, długodystansowiec
  - Marta Podulka, polska piosenkarka, kompozytorka
  - Konstantin Puszkariow, kazachski hokeista
  - Przemysław Stańczyk, polski pływak
  - Katarzyna Wójtowicz, polska judoczka
- 1986:
  - Todd Frazier, amerykański baseballista
  - Ronald Gërçaliu, austriacki piłkarz pochodzenia albańskiego
  - Anne-Caroline Graffe, francuska taekwondzistka
  - Marko Kopljar, chorwacki piłkarz ręczny
  - Andi Lila, albański piłkarz
  - Georgina Reilly, brytyjsko-kanadyjska aktorka
  - Jonathan Sigalet, kanadyjski hokeista
  - Cezary Wilk, polski piłkarz
- 1987:
  - Radanfah Abu Bakr, trynidadzko-tobagijski piłkarz
  - Krzysztof Bulski, polski szachista (zm. 2020)
  - Jérémy Chardy, francuski tenisista
  - Claudia Ciesla, niemiecka modelka, fotomodelka, piosenkarka, aktorka niezawodowa pochodzenia polskiego
  - Jessica Fu, peruwiańska lekkoatletka, tyczkarka
  - Goce Georgiewski, macedoński piłkarz ręczny
  - Guilherme Guido, brazylijski piłkarz
  - Antonín Hájek, czeski skoczek narciarski (zm. 2023)
  - Anna Hopkins, kanadyjska aktorka
  - Lanberry, polska piosenkarka, autorka tekstów, kompozytorka
  - Vadim Menkov, uzbecki kajakarz
  - Vilija Sereikaitė, litewska kolarka torowa i szosowa
  - Hafdís Sigurdjardóttir, islandzka lekkoatletka, skoczkini w dal
  - Yang Xu, chiński piłkarz
- 1988:
  - Afshan Azad, brytyjska aktorka pochodzenia banglijskiego
  - Gregor Balažic, słoweński piłkarz
  - Mathieu Dossevi, togijski piłkarz
  - Stanisław Galimow, rosyjski hokeista, bramkarz
  - Alberto Gómez, kubański piłkarz
  - Nicolás Otamendi, argentyński piłkarz
  - Josh Phegley, amerykański baseballista
  - Mike Posner, amerykański piosenkarz, autor tekstów, producent muzyczny
  - Nicolas Schindelholz, szwajcarski piłkarz (zm. 2022)
  - Nicoleta Daniela Șofronie, rumuńska gimnastyczka
  - Małgorzata Ścibisz, polska siatkarka
- 1989:
  - Pavel Callta, czeski piosenkarz
  - Josh Harrellson, amerykański koszykarz
  - Daulet Nijazbiekow, kazachski zapaśnik
  - Jewgienija Starcewa, rosyjska siatkarka
  - Ron-Robert Zieler, niemiecki piłkarz, bramkarz
- 1990:
  - Michelle Bartsch-Hackley, amerykańska siatkarka
  - Filip Gurłacz, polski aktor
  - Alejandro Hernández Maiquez, hiszpański koszykarz
  - Soni Mustivar, haitański piłkarz
  - Park Bo-young, południowokoreańska aktorka
  - Orlin Peralta, honduraski piłkarz
  - Martina Schultze, niemiecka lekkoatletka, tyczkarka
  - Melanie Faißt, niemiecka skoczkini narciarska
- 1991:
  - Aaron Craft, amerykański koszykarz
  - Joris Daudet, francuski kolarz BMX
  - Jean-Marc Doussain, francuski rugbysta
  - Dominika Giedrojć, polska piłkarka ręczna
  - Earvin N’Gapeth, francuski siatkarz pochodzenia kameruńskiego
  - Bart Swings, belgijski łyżwiarz szybki, rolkarz
- 1992:
  - Darko Brašanac, serbski piłkarz
  - Magda Linette, polska tenisistka
  - Tornike Okriaszwili, gruziński piłkarz
  - Stefan Ristowski, macedoński piłkarz
  - Dmitrij Szyszkin, rosyjski pianista
- 1993:
  - Benik Afobe, angielsko-kongijski piłkarz
  - Marco Berardi, sanmaryński piłkarz
  - Anaïs Chevalier, francuska biathlonistka
  - Rafinha, brazylijski piłkarz
  - Jennifer Stone, amerykańska aktorka
  - Pamela Ware, kanadyjska skoczkini do wody
  - Jan Zimmermann, niemiecki siatkarz
- 1994:
  - Lowe Bingham, naurański zapaśnik
  - Jonathan Dibben, brytyjski kolarz torowy i szosowy
  - Hamdou Elhouni, libijski piłkarz
  - Alex Galchenyuk, amerykański hokeista pochodzenia białoruskiego
- 1995:
  - Kent-Are Antonsen, norweski piłkarz
  - Danellys Dutil, kubańska lekkoatletka, skoczkini wzwyż
  - Krzysztof Procajło, polski muzyk, dyrygent, aranżer, konferansjer
- 1996:
  - Alberth Elis, honduraski piłkarz
  - Doménica González, ekwadorska tenisistka
  - Klaudia Grzelak, polska siatkarka
  - Cristian Torres, meksykański piłkarz
- 1997:
  - Matteo Ferrari, włoski motocyklista wyścigowy
  - Fabio González, hiszpański piłkarz
  - Clayton Lewis, nowozelandzki piłkarz
  - Nikita Nagorny, rosyjski gimnastyk
- 1998:
  - Mohamed Marhoon, bahrajński piłkarz
  - River Radamus, amerykański narciarz alpejski
  - Ena Shibahara, amerykańska tenisistka pochodzenia japońskiego
- 1999:
  - Jann, polski piosenkarz, autor tekstów
  - Łukasz Rajchelt, polski siatkarz
  - Rafał Strączek, polski piłkarz, bramkarz
  - Alina Szuch, ukraińska lekkoatletka, wieloboistka
- 2000:
  - Jean Marcelin, francuski piłkarz
  - Julija Starodubcewa, ukraińska tenisistka
- 2001:
  - Freweyni Hailu, etiopska lekkoatletka, biegaczka średniodystansowa
  - Chwicza Kwaracchelia, gruziński piłkarz
- 2002:
  - Mohamed Ihattaren, holenderski piłkarz pochodzenia marokańskiego
  - Annika Morgan, niemiecka snowboardzistka
  - Adama Sanogo, malijski koszykarz
- 2003 – Gabriel Kirejczyk, polski piłkarz
- 2004:
  - Gael García, meksykański piłkarz
  - Dereck Lively, amerykański koszykarz
- 2005 – Sebastian Półtorak, polski szachista
- 2010 – Zoé Clauzure, francuska piosenkarka

## Zmarli

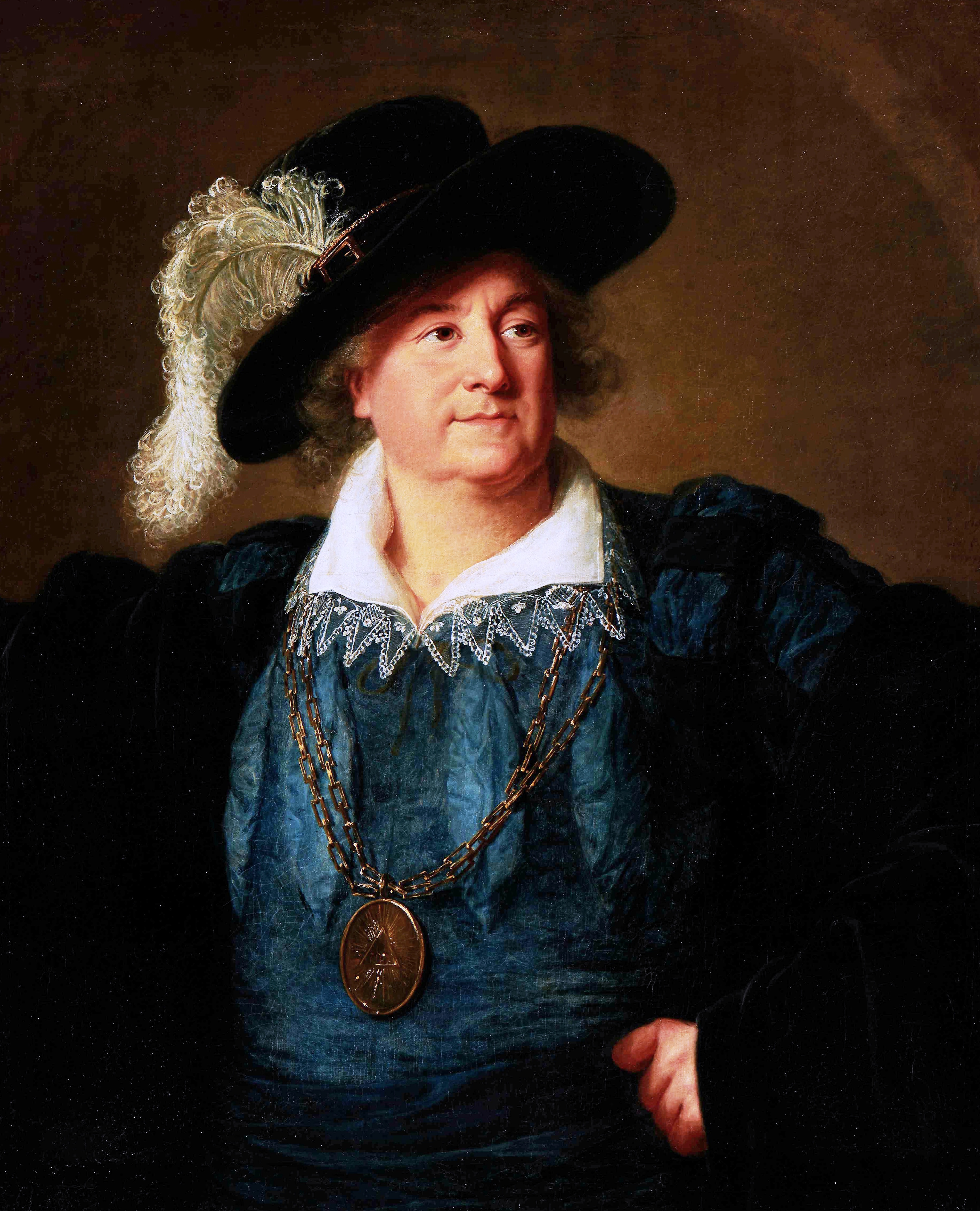
Stanisław August Poniatowski na obrazie z 1797 roku pędzla Élisabeth Vigée-Lebrun

- 1242 – Henryk VII Hohenstauf, król Niemiec (ur. 1211)
- 1371 – Gerlach z Nassau, niemiecki duchowny katolicki, arcybiskup Moguncji, książę-elektor Rzeszy (ur. 1322)
- 1378 – Aleksy, prawosławny metropolita kijowski i całej Rusi (ur. ?)
- 1479 – Eleonora I, królowa Nawarry (ur. 1425)
- 1538 – Albrecht Altdorfer, niemiecki malarz, grafik (ur. ok. 1480)
- 1554 – Jane Grey, królowa Anglii (ur. 1537)
- 1559 – Otto Henryk Wittelsbach, elektor Palatynatu Reńskiego (ur. 1502)
- 1571 – Nicholas Throckmorton, angielski dyplomata, polityk (ur. 1515/16)
- 1576 – Jan Albrecht I, książę Meklemburgii-Güstrow i Meklemburgii-Schwerin (ur. 1525)
- 1578 – Katarzyna Habsburg, królowa Portugalii (ur. 1507)
- 1590 – François Hotman, francuski prawnik, pisarz (ur. 1524)
- 1612 – Jodocus Hondius (starszy), holenderski rytownik, kartograf (ur. 1563)
- 1627 – Karol I, książę Liechtensteinu, książę opawski i karniowski (ur. 1569)
- 1631 – Peter Gröning, niemiecki polityk, burmistrz Stargardu, fundator Collegium Groeningianum (ur. 1561)
- 1640 – Michael Altenburg, niemiecki kompozytor (ur. 1584)
- 1647 – Georg Scholtz (starszy), niemiecki malarz (ur. ok. 1588)
- 1651 – Samuel Karol Korecki, polski książę, rotmistrz (ur. ok. 1621)
- 1655 – Jan X, niemiecki duchowny protestancki, książę-biskup Lubeki (ur. 1606)
- 1659 – Magdalena Sybilla Hohenzollern, księżniczka pruska, księżna-elektorowa Saksonii (ur. 1586)
- 1690 – Charles Le Brun, francuski malarz, architekt, dekorator (ur. 1619)
- 1700 – Aleksiej Szein, rosyjski wojskowy, polityk (ur. 1662)
- 1712 – Maria Adelajda Sabaudzka, księżniczka Sardynii, księżna Burgundii, delfina Francji (ur. 1685)
- 1719 – Adam Ludwig Lewenhaupt, szwedzki generał (ur. 1659)
- 1724 – Elkanah Settle, angielski poeta, dramatopisarz (ur. 1648)
- 1728 – Agostino Steffani, włoski duchowny katolicki, kompozytor (ur. 1654)
- 1730 – Luca Carlevarijs, włoski malarz, rytownik (ur. 1663)
- 1733 – Henry Bunbury, brytyjski arystokrata, polityk (ur. 1676)
- 1737 – Benjamin Schmolck, niemiecki teolog ewangelicki, poeta (ur. 1672)
- 1739 – Johann Anastasius Freylinghausen, niemiecki teolog protestancki, kompozytor (ur. 1670)
- 1763 – Pierre de Marivaux, francuski pisarz, dramaturg (ur. 1688)
- 1771 – Adolf Fryderyk, król Szwecji (ur. 1710)
- 1789 – Ethan Allen, amerykański generał, polityk (ur. 1738)
- 1798 – Stanisław August Poniatowski, król Polski (ur. 1732)
- 1799 – Lazzaro Spallanzani, włoski przyrodnik (ur. 1729)
- 1802 – Teodor Ostrowski, polski pijar, historyk, prawnik (ur. 1750)
- 1804:
  - Tomasz Masław Baryczka, polski filozof i publicysta oświeceniowy (ur. 1754)
  - Immanuel Kant, niemiecki filozof, wykładowca akademicki (ur. 1724)
- 1815 – Étienne-Marie-Antoine Champion de Nansouty, francuski generał (ur. 1768)
- 1834 – Friedrich Schleiermacher, niemiecki teolog protestancki, filozof, wykładowca akademicki (ur. 1768)
- 1837 – Ludwig Börne, niemiecki dziennikarz, pisarz (ur. 1786)
- 1841:
  - Astley Paston Cooper, brytyjski chirurg (ur. 1768)
  - Rajmund Rembieliński, polski działacz polityczny i gospodarczy (ur. 1774)
- 1842 – Stanisław Jaszowski, polski poeta, prozaik (ur. 1803)
- 1845 – Stanisław Węgrzecki, polski prawnik, polityk, prezydent Warszawy (ur. 1765)
- 1847 – Ignacy Hincz, polski inżynier, kapitan wojsk Księstwa Warszawskiego (ur. 1777)
- 1850 – Teodor Urbański, polski inżynier budownictwa wodnego (ur. 1792)
- 1856 – Giuseppe Donizetti, włoski kompozytor, dyrygent, pedagog (ur. 1788)
- 1858 – Ludovico Gazzoli, włoski kardynał (ur. 1774)
- 1860 – William Francis Patrick Napier, brytyjski generał, historyk wojskowości (ur. 1785)
- 1861 – Hippolyte Chelard, francuski kompozytor (ur. 1789)
- 1865 – Algernon Percy, brytyjski arystokrata, polityk (ur. 1792)
- 1880:
  - Ricardo Balaca, hiszpański malarz batalista (ur. 1844)
  - Karl Eduard von Holtei, niemiecki pisarz, aktor, reżyser teatralny (ur. 1798)
- 1886 – Horatio Seymour, amerykański polityk (ur. 1810)
- 1887:
  - Theodor von Bernhardi, niemiecki dyplomata, ekonomista, historyk (ur. 1802)
  - Jan Sikorski, polski malarz (ur. 1805)
- 1894 – Hans von Bülow, niemiecki dyrygent, pianista, kompozytor (ur. 1830)
- 1896 – Ambroise Thomas, francuski kompozytor (ur. 1811)
- 1898 – Miklós Barabás, węgierski malarz (ur. 1810)
- 1899 – Henryk Lisicki, polski historyk, publicysta, pisarz polityczny (ur. 1839)
- 1901 – Józef Nowak, polski ziemianin, działacz oświatowy (ur. ok. 1844)
- 1902 – Frederick Hamilton-Temple-Blackwood, brytyjski arystokrata, polityk, dyplomata, administrator kolonialny, podróżnik (ur. 1826)
- 1903:
  - Jabez Lamar Monroe Curry, amerykański podpułkownik armii konfederackiej, dyplomata, polityk (ur. 1825)
  - José Palma, filipiński poeta, prozaik, działacz niepodległościowy (ur. 1876)
- 1905:
  - Edward Dannreuther, brytyjski pianista, krytyk muzyczny pochodzenia niemieckiego (ur. 1844)
  - Kristo Negovani, albański duchowny prawosławny, pisarz, działacz narodowy (ur. 1875)
  - Richard Sadebeck, niemiecki botanik, mykolog, pedagog (ur. 1839)
- 1907 – Muriel Robb, brytyjska tenisistka (ur. 1878)
- 1910:
  - Edward Ignacy Boerner, polski pastor, uczestnik powstania styczniowego (ur. 1833)
  - Mosze Lejb Lilienblum, litewski pisarz, nauczyciel, działacz syjonistyczny pochodzenia żydowskiego (ur. 1843)
- 1912 – Armauer Hansen, norweski lekarz (ur. 1841)
- 1913 – William Müller, niemiecki architekt (ur. 1871)
- 1915:
  - Franciszek Kindermann, polski przedsiębiorca pochodzenia niemieckiego (ur. 1837)
  - Émile Waldteufel, francuski kompozytor (ur. 1837)
- 1916:
  - Richard Dedekind, niemiecki matematyk, wykładowca akademicki (ur. 1831)
  - Stanisław Domański, polski neurolog, wykładowca akademicki (ur. 1844)
  - Pietro Grocco, włoski lekarz (ur. 1856)
- 1917 – Paul Gustav Wislicenus, niemiecki historyk literatury, pedagog (ur. 1847)
- 1919 – Edward Slaski, polski ziemianin, uczestnik powstania styczniowego (ur. 1841)
- 1920:
  - Pier Andrea Saccardo, włoski mykolog, botanik, wykładowca akademicki (ur. 1845)
  - Émile Sauret, francuski skrzypek, kompozytor, pedagog (ur. 1852)
- 1921 – Franciszek Michejda, polski duchowny ewangelicko-augsburski, działacz narodowy na Śląsku Cieszyńskim (ur. 1848)
- 1923 – Bolesław Ryszard Gepner, polski okulista (ur. 1864)
- 1924:
  - Olha Basarab, ukraińska działaczka społeczno-polityczna (ur. 1889)
  - Aleksander Mańkowski, polski pisarz (ur. 1855)
- 1925 – Cyril Genik, kanadyjski urzędnik państwowy pochodzenia ukraińskiego (ur. 1857)
- 1927 – Ludwik Alexandrowicz, polski leśniczy (ur. 1861)
- 1928 – Manfred von Clary-Aldringen, austriacki polityk, premier Austrii (ur. 1852)
- 1929:
  - Václav Ertl, czeski językoznawca, bohemista, pedagog, tłumacz (ur. 1875)
  - Albert von Schrenck-Notzing, niemiecki psychiatra, parapsycholog (ur. 1862)
  - Osyp Skrypa, ukraiński pedagog, polityk, poseł na Sejm RP (ur. 1894)
- 1931 – Samad bej Mehmandarow, azerski generał (ur. 1855)
- 1932 – Artur Jaczewski, rosyjski botanik, mykolog, wykładowca akademicki pochodzenia polskiego (ur. 1863)
- 1933:
  - Henri Duparc, francuski kompozytor (ur. 1848)
  - Władysław August Kościelski, polski poeta, wydawca, mecenas sztuki (ur. 1886)
- 1935:
  - Auguste Escoffier, francuski szef kuchni (ur. 1846)
  - Maximilian Kugelmann, niemiecki duchowny katolicki, generał zakonu pallotynów (ur. 1857)
- 1936:
  - Elimelech Menachem Mendel Landau, polski rabin, cadyk (ur. ?)
  - Feliks Pamin, polski major piechoty (ur. 1894)
  - Georges Vacher de Lapouge, francuski antropolog, teoretyk rasizmu (ur. 1854)
- 1937:
  - Christopher Caudwell, brytyjski prozaik, poeta, teoretyk marksistowski (ur. 1907)
  - Tadeusz Sopoćko, polski działacz harcerski, niepodległościowy, społeczny i emigracyjny, pisarz (ur. 1896)
- 1938:
  - Zofia Reutt-Witkowska, polska poetka, pisarka, tłumaczka, historyk literatury (ur. 1893)
  - Erich Zugmayer, austriacki ichtiolog, herpetolog, podróżnik, dyplomata (ur. 1879)
- 1940:
  - Kalle Arantola, fiński biathlonista, żołnierz (ur. 1913)
  - Selwyn Edge, brytyjski kierowca wyścigowy, przedsiębiorca (ur. 1868)
  - Hermann Kantorowicz, niemiecki prawnik, wykładowca akademicki pochodzenia żydowskiego (ur. 1877)
  - Stanisław Redens, radziecki polityk, komisarz bezpieczeństwa państwowego I rangi pochodzenia polskiego (ur. 1892)
- 1941:
  - Stanisław Lewy, polski działacz ludowy, polityk, poseł na Sejm Ustawodawczy (ur. 1883)
  - Charles Voysey, brytyjski architekt (ur. 1857)
- 1942 – Grant Wood, amerykański malarz (ur. 1891)
- 1943:
  - Kazimierz Cetnarowicz, polski podharcmistrz (ur. 1915)
  - Tadeusz Frenkiel-Niwieński, polski aktor, dramaturg, reżyser teatralny (ur. 1896)
  - Otton Grosser, polski urzędnik kolejowy, podpułkownik saperów, oficer AK pochodzenia żydowskiego (ur. 1883)
  - Alojzy Horak, polski podpułkownik dyplomowany piechoty, oficer ZWZ/AK (ur. 1891)
  - Maria Kotulska, polska nauczycielka, łączniczka ZWZ/AK (ur. 1896)
  - Tadeusz Łęgowski, polski kapitan, żołnierz ZWZ/AK (ur. 1894)
  - Zygmunt Słomiński, polski inżynier budownictwa, samorządowiec, prezydent Warszawy (ur. 1879)
- 1944 – Margaret Woodrow Wilson, amerykańska pierwsza dama (ur. 1886)
- 1945:
  - Kilmasz Dżumalijew, radziecki starszy sierżant (ur. 1918)
  - Dmytro Klaczkiwski, ukraiński działacz nacjonalistyczny, pułkownik UPA (ur. 1911)
  - Adolf Wołosiewicz, polski mechanik i wioślarz (ur. 1911)
  - Jan Zając, polski jezuita, męczennik, Sługa Boży (ur. 1911)
- 1946:
  - Mieczysław Dąbkowski, polski generał brygady inżynier (ur. 1880)
  - Dawid Gutman, rosyjsko-rumuński aktor, reżyser teatralny (ur. 1884)
  - Zygmunt Oskierko, polski dziennikarz, publicysta, działacz komunistyczny pochodzenia żydowskiego (ur. 1901)
  - Teodor Spiczakow, polski ichtiolog, wykładowca akademicki pochodzenia rosyjskiego (ur. 1879)
- 1947:
  - Kurt Lewin, niemiecki psycholog, wykładowca akademicki pochodzenia żydowskiego (ur. 1890)
  - Sidney Toler, amerykański aktor, dramaturg, reżyser teatralny, dyrektor teatru (ur. 1874)
- 1948 – Isaac Isaacs, australijski prawnik, polityk, gubernator generalny (ur. 1855)
- 1949:
  - Hasan al-Banna, egipski fundamentalista islamski (ur. 1906)
  - Władysław Semkowicz, polski historyk (ur. 1878)
- 1952:
  - Leon Choromański, polski dramaturg, nowelista, krytyk literacki (ur. 1873)
  - Mateusz Iżycki, polski dowódca wojskowy (ur. 1898)
- 1953:
  - Raymond Knight, amerykański satyryk, prezenter radiowy (ur. 1899)
  - Friedrich Meggendorfer, niemiecki neurolog, psychiatra (ur. 1880)
- 1954 – Dziga Wiertow, rosyjski reżyser filmowy (ur. 1896)
- 1955:
  - Julius Bab, niemiecki dramaturg, historyk i krytyk teatralny (ur. 1880)
  - Tom Moore, amerykański aktor pochodzenia irlandzkiego (ur. 1883)
- 1957 – Ludwik Wawrzynowicz, polski kompozytor, dyrygent, krytyk muzyczny, pedagog (ur. 1870)
- 1958:
  - Joseph Bonsirven, francuski jezuita, biblista (ur. 1880)
  - Marcel Cachin, francuski polityk komunistyczny (ur. 1869)
  - Franciszek Fuchs, polski historyk, geograf, pedagog (ur. 1881)
  - Douglas Hartree, brytyjski matematyk, fizyk, wykładowca akademicki (ur. 1897)
  - Szczepan Sobalkowski, polski duchowny katolicki, biskup pomocniczy kielecki, teolog (ur. 1901)
- 1959:
  - George Antheil, amerykański kompozytor (ur. 1900)
  - Iwo Gall, polski reżyser teatralny, scenograf, pedagog (ur. 1890)
  - Gustaw Poluszyński, polski biolog, zoolog, parazytolog (ur. 1887)
- 1960:
  - Jean-Michel Atlan, francuski malarz (ur. 1913)
  - Henri De Deken, belgijski piłkarz, przemysłowiec (ur. 1907)
  - Aleksander Drzewiecki, polski skrzypek, trębacz, altowiolista, wachmistrz (ur. 1897)
  - Oskar von Hindenburg, niemiecki generał porucznik (ur. 1883)
  - Roelof Klein, holenderski wioślarz (ur. 1877)
  - Anna Łubieńska, polska działaczka społeczna i oświatowa (ur. 1887)
- 1961 – Frank Soden, brytyjski pilot wojskowy, as myśliwski (ur. 1895)
- 1962 – Miklós Szabados, węgierski tenisista stołowy (ur. 1912)
- 1965 – Hieronim Urban, polski fizyk, wykładowca akademicki (ur. 1897)
- 1966:
  - Iwan Filimonow, rosyjski neurolog, neuropatolog, neuroanatom, wykładowca akademicki (ur. 1890)
  - Wilhelm Röpke, niemiecki ekonomista, wykładowca akademicki (ur. 1899)
  - Elio Vittorini, włoski pisarz, tłumacz (ur. 1908)
- 1967:
  - Boris Kurcew, radziecki generał porucznik wojsk pancernych (ur. 1920)
  - Siergiej Sołowjow, rosyjski piłkarz, hokeista, trener piłkarski (ur. 1915)
  - Muggsy Spanier, amerykański kornecita jazzowy (ur. 1901)
  - Szalom Zisman, izraelski major, polityk (ur. 1914)
- 1868:
  - Irena Jaźnicka, polska koszykarka, hazenistka, siatkarka, piłkarka ręczna (ur. 1915)
  - Bronisław Korko, polski strzelec, obrońca Westerplatte (ur. 1917)
  - Miguel Murillo, boliwijski piłkarz, bramkarz (ur. 1898)
  - Józefina Rogosz-Walewska, polska aktorka, poetka, pisarka (ur. 1884)
  - Jan Schram, polski kapitan obserwator, działacz niepodległościowy i samorządowy, burmistrz Jarosławia (ur. 1894)
- 1970:
  - Ishman Bracey, amerykański wokalista i gitarzysta bluesowy (ur. 1901)
  - Kacper Grzomba, polski działacz narodowy i kulturalny, powstaniec śląski (ur. 1884)
- 1971:
  - William Bailey, brytyjski kolarz torowy (ur. 1888)
  - Harold Farncomb, australijski kontradmirał (ur. 1899)
  - Nelson Glueck, amerykański rabin, archeolog, wykładowca akademicki (ur. 1900)
- 1972:
  - Sigurd Nilsson, szwedzki biegacz narciarski (ur. 1910)
  - Zdzisław Raabe, polski zoolog, wykładowca akademicki (ur. 1909)
  - Zoran Rant, słoweński inżynier, wykładowca akademicki (ur. 1904)
- 1973 – Umberto Zanolini, włoski gimnastyk (ur. 1887)
- 1975:
  - Per-Erik Hedlund, szwedzki biegacz narciarski (ur. 1897)
  - Hans Ziglarski, niemiecki bokser pochodzenia polskiego (ur. 1905)
- 1976 – Sal Mineo, amerykański aktor (ur. 1939)
- 1978 – Wiesław Dymny, polski plastyk, aktor, scenarzysta filmowy, poeta, prozaik, satyryk (ur. 1936)
- 1979 – Jean Renoir, francuski aktor, reżyser, scenarzysta i producent filmowy, pisarz (ur. 1894)
- 1980 – Andrzej Kudelski, polski reporter radiowy, autor tekstów piosenek (ur. 1931)
- 1981:
  - Lew Atamanow, rosyjski reżyser filmów animowanych (ur. 1905)
  - Bruce Fraser, brytyjski admirał (ur. 1888)
- 1982 – Victor Jory, kanadyjski aktor (ur. 1902)
- 1983 – Jan Klaassens, holenderski piłkarz (ur. 1931)
- 1984:
  - Stefan Bareła, polski duchowny katolicki, biskup częstochowski (ur. 1916)
  - Julio Cortázar, argentyński pisarz (ur. 1914)
  - Franz Dusika, austriacki kolarz torowy (ur. 1908)
  - Tom Keating, brytyjski malarz, fałszerz dzieł sztuki (ur. 1917)
- 1985 – Georges Gautschi, szwajcarski łyżwiarz figurowy (ur. 1904)
- 1986:
  - Jan Krzysztof Adamkiewicz, polski poeta (ur. 1952)
  - Bolesław Konorski, polski inżynier elektrotechnik (ur. 1892)
- 1987:
  - Shōzō Makino, japoński pływak (ur. 1915)
  - Raymond Vouel, luksemburski polityk (ur. 1923)
- 1988:
  - Witold Kula, polski historyk (ur. 1916)
  - Jerzy Rudnicki, polski wspinacz (ur. 1931)
- 1989 – Thomas Bernhard, austriacki pisarz (ur. 1931)
- 1990 – Ludovico Montini, włoski prawnik, polityk (ur. 1896)
- 1992:
  - Bep van Klaveren, holenderski bokser (ur. 1907)
  - Iwan Zołotuchin, rosyjski piłkarz, trener (ur. 1924)
- 1995 – Nat Holman, amerykański koszykarz, trener (ur. 1896)
- 1996 – Bob Shaw irlandzki pisarz science fiction (ur. 1931)
- 1998 – Ralf Reichenbach, niemiecki lekkoatleta, kulomiot (ur. 1950)
- 2000:
  - Screamin’ Jay Hawkins, amerykański piosenkarz, kompozytor (ur. 1929)
  - August Meuleman, belgijski kolarz torowy i szosowy (ur. 1906)
  - Charles Schulz, amerykański rysownik, twórca filmów animowanych (ur. 1922)
- 2001:
  - Herbert Robbins, amerykański matematyk i statystyk (ur. 1915)
  - Kristina Söderbaum, niemiecka aktorka pochodzenia szwedzkiego (ur. 1912)
- 2002 – John Eriksen, duński piłkarz (ur. 1957)
- 2004 – Cammy Potter, amerykańska snowboardzistka (ur. 1969)
- 2005:
  - Thabet El-Batal, egipski piłkarz, bramkarz (ur. 1953)
  - Mirosława Garlicka, polska montażystka filmowa (ur. 1928)
  - Stefan Kąkol, polski aktor (ur. 1929)
  - Józef Popielas, polski ekonomista, polityk, poseł na Sejm PRL, minister komunikacji (ur. 1911)
- 2006 – Rudi Geil, niemiecki polityk (ur. 1937)
- 2007:
  - Georg Buschner, niemiecki piłkarz, trener (ur. 1925)
  - Gëzim Erebara, albański reżyser i scenarzysta filmowy (ur. 1928)
- 2008:
  - Piotr Amsterdamski, polski astronom, tłumacz, alpinista (ur. 1955)
  - David Groh, amerykański aktor pochodzenia żydowskiego (ur. 1939)
  - Imad Mughnijja, libański terrorysta (ur. 1962)
  - Badri Patarkaciszwili, gruziński przedsiębiorca, opozycjonista (ur. 1955)
  - Jean Prouff, francuski piłkarz, trener (ur. 1919)
  - Józef Sanak, polski duchowny katolicki (ur. 1917)
  - Mieczysław Sawicki, polski generał, działacz środowisk kombatanckich (ur. 1917)
- 2009:
  - Giacomo Bulgarelli, włoski piłkarz (ur. 1940)
  - Jan Chudy, polski polityk, działacz ludowy (ur. 1933)
  - Ewa Lejczak, polska aktorka (ur. 1948)
- 2010:
  - Gino Gard, amerykański piłkarz, bramkarz (ur. 1922)
  - Werner Krämer, niemiecki piłkarz (ur. 1940)
  - Nodar Kumaritaszwili, gruziński saneczkarz (ur. 1988)
  - Luis Molowny, hiszpański piłkarz, trener (ur. 1925)
- 2011:
  - Mato Damjanović, chorwacki szachista (ur. 1927)
  - Fedor den Hertog, holenderski kolarz torowy i szosowy (ur. 1946)
  - Betty Garrett, amerykańska aktorka (ur. 1919)
  - Andrzej Kłopotowski, polski pływak (ur. 1935)
- 2012:
  - Alfred Borkowski, polski pulmonolog, pisarz, działacz społeczny (ur. 1930)
  - Adrian Foley, brytyjski arystokrata, kompozytor, pianista (ur. 1923)
  - David Kelly, irlandzki aktor (ur. 1929)
- 2013 – Hennadij Udowenko, ukraiński polityk, dyplomata (ur. 1931)
- 2014:
  - Sid Caesar, amerykański aktor, komik, kompozytor (ur. 1922)
  - Maggie Estep, amerykańska pisarka (ur. 1963)
- 2015:
  - Gary Owens, amerykański aktor głosowy, didżej (ur. 1936)
  - Jerzy Regulski, polski ekonomista, polityk, senator RP (ur. 1924)
  - Steve Strange, brytyjski wokalista, członek zespołu Visage (ur. 1959)
- 2016:
  - Maciej Władysław Grabski, polski metaloznawca (ur. 1934)
  - Krzysztof Skóra, polski biolog (ur. 1950)
  - Xymena Zaniewska, polska projektantka mody, scenograf, architektka (ur. 1927)
- 2017:
  - Sam Arday, ghański trener piłkarski (ur. 1945)
  - Jay Bontatibus, amerykański aktor (ur. 1964)
  - Teresa Dzieduszycka, polska tłumaczka, publicystka (ur. 1927)
  - Al Jarreau, amerykański wokalista jazzowy (ur. 1940)
  - Sione Lauaki, nowozelandzki rugbysta (ur. 1981)
  - Albert Malbois, francuski duchowny katolicki, biskup Évry- Corbeil-Essonnes (ur. 1915)
  - Clint Ronald Roberts, amerykański polityk (ur. 1935)
  - Marek Serafiński, polski reżyser, scenarzysta, autor oprawy plastycznej filmów animowanych (ur. 1954)
  - Krystyna Sienkiewicz, polska aktorka, artystka kabaretowa, piosenkarka (ur. 1935)
- 2018:
  - Marty Allen, amerykański aktor, komik (ur. 1922)
  - Martin van der Borgh, holenderski kolarz szosowy (ur. 1934)
  - Louise Latham, amerykańska aktorka (ur. 1922)
  - Françoise Xenakis, francuska dziennikarka, pisarka, publicystka (ur. 1930)
- 2019:
  - Gordon Banks, angielski piłkarz, bramkarz (ur. 1937)
  - Lyndon LaRouche, amerykański polityk (ur. 1922)
  - Pedro Morales, portorykański wrestler (ur. 1942)
  - Lucjan Trela, polski bokser (ur. 1942)
- 2020:
  - Michał Gałkiewicz, polski rysownik, rzeźbiarz (ur. 1932)
  - Geert Hofstede, holenderski psycholog społeczny (ur. 1928)
  - Andrzej Kurnatowski, polski lekarz, patomorfolog, historyk medycyny (ur. 1927)
  - Søren Spanning, duński aktor (ur. 1951)
- 2021:
  - Bernard Nsayi, kongijski duchowny katolicki, biskup Nkayi (ur. 1943)
  - Carlo Wagner, luksemburski ekonomista, samorządowiec, polityk, minister zdrowia i zabezpieczenia społecznego (ur. 1953)
- 2022:
  - Tomás Osvaldo González Morales, chilijski duchowny katolicki, biskup Punta Arenas (ur. 1935)
  - Francis Xavier Sudartanta Hadisumarta, indonezyjski duchowny katolicki, biskup Malang i Manokwari-Sorong (ur. 1932)
  - Ivan Reitman, kanadyjski aktor, reżyser i producent filmowy (ur. 1946)
  - Antoni Vadell Ferrer, hiszpański duchowny katolicki, biskup pomocniczy Barcelony (ur. 1972)
- 2023:
  - Wadim Abdraszytow, rosyjski reżyser filmowy, pedagog (ur. 1945)
  - Zdzisław Machoń, polski chemik, farmaceuta, wykładowca akademicki (ur. 1929)
  - Edward Skrzypczak, polski działacz partyjny (ur. 1936)
  - Zofia Sulgostowska, polska archeolog (ur. ?)
- 2024:
  - Paul-Siméon Ahouanan Djro, iworyjski duchowny katolicki, arcybiskup Bouaké (ur. 1952)
  - Tamás Deák, węgierski kompozytor muzyki filmowej (ur. 1928)
  - Zdenko Morovic, wenezuelski piłkarz (ur. 1966)
- 2025:
  - Ana Ambrazienė, litewska lekkoatletka, płotkarka (ur. 1955)
  - Ali Gagarin, sudański piłkarz (ur. 1949)
  - Giuseppe Verucchi, włoski duchowny katolicki, arcybiskup Ravenny-Cervii (ur. 1937)